# ミリオン・クラウン
『ミリオン・クラウン』(MILLION CLOWN)は、竜ノ湖太郎による日本のライトノベル。イラストは焦茶。角川スニーカー文庫（角川書店）より2017年10月から刊行されている。第14回スニーカー大賞奨励賞受賞作。「次のヒット作はこれだ！ 新作ラノベ総選挙2018」（ブックウォーカー）では1位を獲得している。
『問題児が異世界から来るそうですよ?』『ラストエンブリオ』と同じ用語が登場するが、直接的な世界観とキャラクターの繋がりはなく（作者曰く「世界の積量が極めて近い」）、基本的に両作の登場人物が互いを知覚することはない。

## あらすじ
新暦307年、環境制御塔の暴走による全世界規模の災害で陸地の多くが海に没してから300年以上が経過し、地球の霊長の座を追われた人類は第三種星辰粒子体を取り込み進化した怪物たちの脅威に晒されていた。人類退廃の時代の最中、環境制御塔の中で300年間眠り続けていた日本人の青年・東雲一真が発見され、目醒めた彼は己の家族や友人の消息を探る為、妹の子孫であり軍の最高司令官を務める倭田龍二郎の仲介で、日本諸島のへ向かい東京開拓地へ上陸する。遠征軍に配属された一真は、戦いの中で自分が人類退廃の時代に蘇った理由を探しながら、世界が変わり果ててしまった謎の真相に迫っていく。

## 登場人物

### 極東都市国家連合

#### 海洋遠征軍

##### 一五部隊
東雲 一真（しののめ かずま）
海洋遠征軍に新たに入隊した青年。185cmを超える長身で、細身ながらも鍛え上げられた均整な体軀をしており、立ち姿はまるで鋼の剣が通っているかの様な安定感がある。
300年前の時代に生きていた人間で、この時代には存在しない「（大和民族ではない）日本人」。如何なる理由か、環境制御塔内の粒子体を生成していた炉心の中で300年眠り続けていた。
古流剣術の家元の家庭の子供であり、“平成の剣聖”と呼ばれた祖父から学んだ剣術で、時代が時代なら大剣豪になれるだけの技量を持つ。剣の腕を披露する機会は剣道の試合だけだが、公式戦では無敗の全勝を貫いていた。流派習得の過程で心臓などの不随意筋を制御下に置く高度な生体自己制御（バイオフィードバック）を身に付けており、感情の制御や肉体の出力管理を全て意識的に行うことが出来る。身体能力と状況判断能力だけでなく、祖父から叩き込まれた武の術理を極めているが故の高い危機管理能力（生存能力）を持ち、弱みを見つければ即座に踏み込み、未知の攻撃には即座に距離を取るというセオリー通りのヒットアンドアウェイを徹底している。敵対対象の最適解を見抜く力に長け、対象の力の流動と可動域を把握する事で次の攻撃を予測する技術を身につけており、純粋な物理攻撃だけなら体長30m強の相手の打撃すら防御できる。さらに、粒子体無しでも90秒間全力の無呼吸運動ができる優れた心肺機能も持つ。
得意分野は身体強化型や放出型だが、知覚操作にも適性がある。星辰粒子体の海に300年沈んでいた事により、体内の細胞が粒子体に極めて高い数値で適合しており、純適合率は人類史上第2位、3位に並ぶ44.8%、粒子蓄積量は人類史上第3位の897万という凄まじい潜在能力を持ち、理論上体内で運動する粒子は最速で光速の5倍を超えるとされる。膨大な粒子量の高さから、瞬間消費量と瞬間回復量がほぼ同じなので、人体のメンテナンスを考えなければ半永久機関のような粒子放出も可能。B.D.Aを使って身体能力を向上させているとはいえ、その異常な健脚は並みのE.R.A兵器を遥かに上回る速度を発揮し、水深20mの海中に沈んだ20トンのコンテナを流体操作なしの純粋な身体能力で投げ上げる。ただ、初等教育で感覚を培っていないので、現代なら誰でも使える流体操作や圧力操作は使えず、体内の粒子体操作を生体自己制御によって補っているのが現状。また、その資質の高さから汎用B.D.Aでは全力を発揮できず、無理に使えば加速回路が焼き切れてしまう為、龍次郎が現役時代に使っていた加速器を借用している。主に刀を武器として用いる為、巧緻な剣術が意味をなさないほど巨大な相手とは相性が悪い。
かつては港区にあった伯父の経営する割烹料理店でアルバイトをしていた経験があるので、人並み以上に料理が得意。リズム感と音感、腹式呼吸が出来ているので意外なほどに歌が上手いが、カラオケに行く機会がなかったので300年前から自覚はなかった。射的などの縁日の出店にある遊びも一通り得意とする。
退廃の時代にあっては珍しい誠実な人物。趣味は読書と釣り。1巻から僅か3ヶ月前に目覚めたばかりなので、300年後の世界に関する常識がない。ジェネレーションギャップもあるが、それ以上に天然気質でもあり、周囲からは変な奴だと思われてもいる。
アラビア海の大海賊によって発見された後で奴隷商人に売られ、他の奴隷たちを救出して力尽きたところで龍次郎に救われた。滅びた世界で家族がどうなったのかを知ることを望んだ為、国賓級の扱いで極東へ送られる。その後、過去の資料の閲覧権限を得る為、新設された那姫直轄の討伐部隊“関東開拓第一五部隊”の部隊長に就任し、“赤服”を与えられる。
Override in Far East Crown.（限定解除 極東の王冠）
龍次郎のB.D.Aを起動させる為のPower of Word。己の粒子を変換する技術はまだ無い為、超流動を纏った刀身から光輝の斬撃を放つだけだが、その光撃は光速の3倍以上の速度に達しており、あらゆる質量兵器を速度のみで食い千切る為、速度で超えない限り肉体硬化などで防ぐことは不可能。同様の現象を人類最盛期の技術で再現するなら、ハドロン粒子加速器が200台必要になる。消費量は即座に補充されるので連射も可能だが、大量放出には限界があり、肉体が熱を持って炎のように燃え上がってしまう。
相良 当麻（さがら とうま）
“相良商会”会長の息子。自己中心的な噂が多く、頭が悪く度々自滅するが、義侠心が強く根が善人なので慰留民などの一部の者からは人望がある。
外籍遺留街との衝突が起きた際、遺留民の側に立ち自分の父親を民衆の前で殴り飛ばしたことがある為、商会内部でも反感が多い。
商会の跡取りとして功を焦っており、そこを突かれて中華大陸連邦に踊らされる。食料支援を受ける為に父の調印を勝手に持ち出して中華大陸連邦と取引しようとしていたが、輸送していた骨董屋が“海獅子”に襲われて、積荷が密輸扱いで開拓部隊に買い取られてしまった為、代わりに有機粒子体300トンを生産するべく、“海獅子”襲来時に第二警戒態勢を無視し、居住区の有機流体物の生産ラインを停止させず避難を送れさせ、命令無視と生存圏の侵害という重罪を犯し、結果戦艦1隻、多脚型戦車17機が破壊されてしまう。組織間の遺恨を残さないために温情措置に見せつつ、新設の討伐部隊である一五部隊へ配属されて最前線へ一兵卒として送られるという処分を下される。
斎条 比奈（さいじょう ひな）
遠征軍に所属する女性兵士。元は大阪に駐屯していた開拓部隊の人員で、千尋の下で働いていたが、一五部隊が新設される際に那姫に預けられた。太平洋遠征の期間中の昼間は国営慰安所のウェイトレスとしても働いている。父親は桜島観測所の出身で、再現部門の統括をしている。
数値だけなら平均をかなり上回っており、一五部隊に配属される際に新型の多脚型戦車を支給されている。
藤堂 綱吉（とうどう つなよし）
遠征軍の最初期から所属している大ベテラン。経験豊富なだけでなく、人間性も出来過ぎなくらいにいい人。以前は龍次郎の片腕を務め、王冠種との約30回にも及ぶ戦闘を生き延びた歴戦の兵士である。
粒子適合率が低い為、自らの意志で体の一部を機械化して補っている。鋼の義眼は知覚拡張型に空間把握型を足したもので、身一つで探索や索敵を行うことができる。
遠征軍の索敵部隊から引き抜かれて一五部隊に配属された。部隊内では大人のベテランということで一真の補佐役となっている。
高耶 誠士郎（たかや せいしろう）
開拓部隊に所属する将官候補生。一真の補佐役として一五部隊に配属される。年齢は12歳ほど。身長は160cm未満。気難しいが、頭も良く知識もあり、次世代の赤服候補と期待される実力は本物で、純粋な戦闘能力なら開拓部隊でNo.2、龍次郎以外では唯一単身で一真の戦闘についていけるとされる。だが、やはり高適合者特有の悪癖で、単独で勝手に前に出てしまう欠点を指摘されている。
日本に取り残された外籍遺留民の子孫という少々特殊な生まれで、長い金髪とスカイブルーの瞳が特徴。生きている身内は祖母だけだが、軍人嫌いなので半ば勘当状態にある。外籍遺留街と極東の衝突時、遺留民側に立ってくれた当麻のことは恩人として味方している。
系統は世にも珍しい異種同調型。本人の適合率は11歳の時点で27%だが、“天悠骨・十束剣”を外部加速器としてプラスすることで30%の大台に乗る。“大山祇命”との戦いを経て遂に生身で30%に乗った。
身体強化と虚数操作によって加速した機動力に遠心力による加速を加えた二刀流を使う。ただ、剣術の技量では一真に劣り、自身の軽い重量を補う工夫はあるが、ただでさえ体重を乗せにくい二刀流を実戦で使うには身長が最低でも20cmは不足している。
九州での“大山祇命”との戦いではシャンバラ軍と共に深緑の巨人を迎え撃ち、3国連合での決戦では陽動として“ドレイクⅡ”に乗船し、城山で義手義足の男と交戦、痛打を浴びせたものの捕縛は叶わなかった。
天悠骨・十束剣（アヴァター・トツカノツルギ）
天悠種“迦具土神”の骨を加工した、2本の曲刀型B.D.A。大気の熱膨張によって雷鳴が轟き、アストラルノヴァを曲刀へ集約させ、刃先を超流動している粒子により、接触した物体を驚異的な速度で無理やり「搔き切る」。超流動曲刀には稲妻に酷似した性質が秘められ、力を高めた状態で刃と刃が鍔ぜり合えば、非同調者電子運動により、相手は感電した様に一瞬で焼け焦げる。
“天悠骨・迦具土神（アヴァター・カグツチ）”のPower of wordと共にB.D.Aを起動させると、戦艦の装甲に穴を開けるという“迦具土神”の龍の息吹を再現した、稲妻に似た「直進」する粒子を放出、十文字に虚空を斬った双剣から2つの波動が放出されて敵を斬り裂く。

##### 一四部隊
茅原 那姫（かやはら なつき）
海洋遠征軍・“開拓一四部隊”の統括。綺麗に整った目鼻立ちの可愛らしい少女。15歳。身長が平均よりやや低いが、胸元の肉付きは服の上からでもわかる程度には女性的。鈴の音の様に透き通った愛らしい声。
身元不詳だが、使える系統を評価され、5年前に龍次郎によって連れてこられた。能力で生産性を支えているため、最年少の14歳で“赤服”を与えられ、東京の居住区画を任されており、物資集積地の現場責任者も務めている。また、新設の“一五部隊”についても実質的な司令官として指揮下に置いている。
仕事があるときはB.D.Aで脳波コントロールして何日でも徹夜できるが、一度熟睡すると6時間以上経たないと梃子でも起きない。初任務の際は年齢も身長も低く、アラビア海の海賊との交渉も侮られて“Mini Ma’am（ミニ・マム）”の蔑称で呼ばれたこともあり、低身長がコンプレックスになっている。しかし、ホルモンバランスの崩れる不規則な生活習慣や動物性タンパク質をあまり取らない食生活の弊害で、成長が停滞気味。一方、植物性タンパク質を多く取っているので胸が急成長している。今でこそ自重が見られるようになったが、高適合者特有の悪癖で他人を頼れずスタンドプレーに走り過ぎる傾向があり、赤服になる前はよく龍次郎に殴られていた。
親しい異性を得ることに消極的で、自分の未来より国の未来に重きを置いている節がある。特権で再現部門に回す注文票は全て部隊を増強する為の機械ばかりで、そのせいでロクな私服を持っていない。また、幼少期に鉄塔に登っていた時、アマルティアに宙ブラリにされたトラウマで、今でも若干高所恐怖症。
周辺国の情勢についてもよく学んでおり、国家間の交渉人としても極めて有能。仕事に真面目に取り組んでいるつもりで理詰めの100倍返しで言い返している為、極東で逆らってはいけないトップスリーの女傑として年上の男衆から恐れられている。また、能力などを求めた見合い話が舞い込んでいるが、その全てに対して一律に“仕事が忙しい”という理由で切って捨てている。
世界に2人しかいない稀少な不可逆変換型の高適合者で、他にも虚数変化や流体操作など計7つの系統を使い分ける逸材。粒子適合率は20%。専用のB.D.Aは右腕用の“Beard of whale（鯨王の大髭）”。2巻からは両足用のB.D.Aを新調している。不可逆返還の力により、極東の生産力を支えるのみならず、医療や科学の分野でも重宝されている。さらに、複数の系統を緻密に使いこなし、散雨の様な連撃を紙一重で避け、触れた建造物を素材に変容させて大規模質量攻撃を行うこともでき、虚数空間の展開で加速路を形成することも可能。反面、体内の粒子量が20万と平均より少し上程度しかないのが欠点で、粒子量を細かく分ける事で普段は騙し騙し戦っており、本来ならば体質的に短期決戦しか出来ず、長期防衛戦や乱戦は最も苦手な分野。加速路形成も人1人を跳ばすのは2回が上限。また、体内の粒子体が過剰燃焼した状態でも、変質したタンパク質を戻すことで発熱で即死するのを防ぐことが可能。
実は300年もの間アマクニが待ち続けていた“天孫”、つまり日本の皇族直系の末裔。5歳の時、所属していた海上移動要塞都市“アルカディア”が“ウロボロス”によって滅ぼされた際に、与えられた天賦の才を奪われ失いながらも1人生き残り、先生の遺言に従って極東に向かった。油断により“アルカディア”を滅ぼされた反省から、詳しい出自を知っているのは龍次郎と隼人の2人だけに限定される。
大阪での戦いでは、一真がジャバウォックに対処している間に、“死幻蝶”を市街にばら撒いていた“合寙 ”の死骸を千尋の誘導で破壊する。九州における“大山祇命”との決戦では、桜島中心部に安置される“天叢雲剣”を確保する為、アマクニに自らの出自を明かし、地上に戻ると一真と共に“大山祇命”に伸びていた全ての菌糸を焼き切った。
Override in Type Hermes Diva（限定解除 タイプヘルメスディーヴァ）
両足のB.D.Aを起動させるPower of word。虚数化による質量の希薄化と全心筋の増強を行うことで最高到達速度は第二宇宙速度に匹敵、全身から魂の色を模した紅い極光を発して空を翔け、彗星の様な一撃を放つ。但し、体内粒子の少なさから最大戦力は2、3秒しか維持できない、自滅する危険性も低くはない、使用後は全身に激痛が走り、無理に適応しようとした体内の粒子体によって代謝機能が壊れて普通なら即死するほどの発熱を起こすなどリスクも大きい。
天ノ宮 千尋（あまのみや ちひろ）
開拓一四部隊に所属する“赤服”の1人。艶やかで長い黒髪をカチューシャで留めた、強い感情が浮き彫りになりやすい整った顔立ちと力強い目元、豊満な胸の女性。16歳。龍次郎は伯父で、日番谷姉妹は従妹。一真の妹・立華の子孫。
B.D.Aは知覚操作型。専用のB.D.Aはイヤリング型の“Laplace（ラプラス）”。適合率25%のうち、実数値が3%、虚数値が17%、共有値が5%で、加速率は高くないが、合算すると30%越えする。大気中に溢れる粒子体の流動を知覚して、その結果を映像情報に出来る。高度な生体自己制御を身に付ける必要のあるこの系統は使い手が少なく、習得まで10年かかるとされるとされていることから、幼少期から知覚操作のみに焦点を絞って身につけた。また、架空粒子をB.D.Aで変質させた架空光子によって脳内に直接情報を流す精神感応（テレパス）にも適正があり、中大連から譲られた新型の架空光子感応型B.D.Aを使い、周囲に飛び交う7つの球体から放出される架空光子により、粒子妨害を受けることなく常に全体へ情報を伝えることが可能になる。ただ、架空光子を使える者でないと会話はできず、使えない相手には一方通行の念話にしかならない。実数値の低さから身体強化は得意ではないが、B.D.Aを起動した状態なら50キロのライフルを担ぎ、廃塔の間を跳びながら移動する程度の身体能力は有している。
第三国立国会図書館の現場責任者で、旧時代の文明を研究して300年前の営みや技術を再現して活用する文明復古を行なっている。研究分野は星辰粒子体研究と大和文化の復活の2つ。四季のお祭りや神道宗教の解明も目指している為、奉納演武の経験がある一真には興味がある。また、海洋遠征軍が太平洋遠征に出ている間、駐屯している部隊の臨時統括を任されている。
九州への道中に那姫が突発性の過剰燃焼で倒れた際は、部隊の総司令官を委譲された。“大山祇命”との決戦では、敵の電子パルスと濃霧で困難になった電波通信の代わりに精神感応で混乱を立て直し、シャンバラから交信してきたクリシュナの要請で着弾観測を行う為、多脚型戦車で桜島に上陸、最大限に接近した。
日番谷 響（ひつがや ひびき）・日番谷 吹雪（ひつがや ふぶき）
海洋遠征軍・開拓一四部隊に所属する将官候補生の双子。響が姉で、吹雪が妹。パッと見には同一人物にしか見えないほど瓜二つで、特徴的な亜麻色の髪をツインテールに結ぶリボンの色だけが容姿に差異を付けている。年齢は12歳ほど。5年前に両親と妹をモービーディックに殺されている為、お互いの他には千尋と龍次郎だけが肉親。
系統としては潜在的な次元干渉型なのだが、適合率が共に16％ずつしかないため、単体では力が発現せず、どちらか片方だけではポンコツだと自認している。だが、中大連から提供された“Type Gemini”を用いることで適合率30%の大台を超え、空間跳躍などの強力無比な能力を行使できることから、2人揃えば無敵を自負している。
誰かをからかう時は2人揃ってステレオ口調で話す。口調を注意されると「「じゃあモノラルで♪」」と同時に喋るが、「単一音源（モノラル）にもなってないしそういう意味じゃない」と相手につっこまれるまでがお約束。
将官候補生としての就労場所は第三国立国会図書館。世話好きで年齢の割に教養もある。
同年代は誠志郎以外全員モービーディックに殺されている。九州遠征で出会った三四と仲良くなり、彼女が生物兵器だと分かった後も態度を変えることなく、“大山祇命”との決戦では巨大菌核に融合した彼女の救出の為、王と共に最前線へ向かった。
Oversynchronize in “Type Gemini” （限界突破同調 “形態、双子星”）
中大連から貸し出された最新式の同調型B.D.Aを起動させるPower of word。お互いを加速器として利用できるようになり、適合率は30%を超えて次元干渉型を発現する。ただ、まだ調整不足なので高粒子濃度の空間に干渉する力は無く、巨大菌核などの内部では短距離跳躍するのが限界。

##### その他の遠征軍人
倭田 龍次郎（わだ たつじろう）
海洋遠征軍総司令官であり赤服筆頭。「2代目“海神”の化身」と言われている40代後半の男性。初代“海神”倭田辰巳の子孫であり、一真とは遠い親戚。30年前に日本諸島移住を成功に導いた立役者であり、極東で最も影響力を持つ。
昔は“極東の王冠”、“極東の至宝”と呼ばれた極東でただ1人の人類最強戦力だったが、15年前に不満や不安を抱える国民に駆り立てられた執政会の命令で、モビーディックと絶望的な戦いを強いられ、己の左腕を奪われて全盛期ほどの力は無くなっており、この戦いで戦友や最愛の妻も失っている。現在も遠征軍の太平洋遠征で陣頭指揮を任されている。長年補佐を任せていた藤堂を一五部隊に出向させた為、一人でスケジュール管理を行っている。
アラビア海の大海賊と並んで最強の流体操作型と呼ばれており、海底から侵略してくる王冠種に対抗できる稀少な存在。“海神”の化身と言われるだけはあり、数万トンもの水流を同時に操作可能。義手には有機流体物を仕込んでおり、極細の糸状の刃を飛ばすだけでなく、近接戦闘では瞬時に鈍色の壁へと変形させ、さらにはそこから槍衾を作って迎撃する。圧力操作にも長け、液体を高速発射するほか、常人なら一瞬で気を失うレベルの気圧変化の負荷をかけることも出来る。一方で卓越した剣技はなく、刀剣も護身用以上にはならなかった。
2年前のグリドラクータ海戦に加勢して悪王ヴァリトラの侵攻を食い止めた活躍から、シャンバラのエイラーワン将軍やアルジュナ将軍からは刎頚の友として一目置かれている。
“天津大蛇”（アマツオロチ）
右手のグローブ型B.D.Aを起動させ、義手から幾千本にも分かれた銀閃の刃を蛇の如く操作する。
立花 雄二（たちばな ゆうじ）
海洋遠征軍・開拓部隊の第三部隊隊長。戦車や軍艦のメンテナンス、及びサルベージした資材の修繕作業を任されている。粗雑な外見の男性で、物ぐさな雰囲気があるが至って真面目な青年。横暴で押しが強く自分のスケジュールを押し付けてくるという欠点こそあるが、それ以上に誠実な人柄で、部隊長として部下からの信頼は厚い。九州出身。粒子体数値的には平均より少し上程度。兄・勇一の影響で技術者を志したが、すでに死別している。
九州遠征に参加した時、霧島シェルターを強襲したジャバウォックにより大打撃を受けつつも、“黄龍”が現れるまで時間を稼いだ。直後の“大山祇命”との決戦では、人間の技術に関心を持つジャバウォックに対する囮に志願し、技術班だけで構成される3国混成部隊の指揮を執った。
この一件での指揮官としての活躍を王から高く評価され、彼から引き抜きの話が龍次郎に行ったこと、極東でも技術部門に力を入れていく方針が固まりつつあったこともあり、規定の数値を下回っていたものの、半年後、特例的に赤服に昇進。その際、人類が次のステージに進むには、粒子体で進化した人類は1人で国を背負えてしまうという才能の格差を埋める必要があり、その為に重要なのは技術者ではないかと一真に諭され、赤服として最前線で戦う決意を新たにする。
常盤（ときわ）
軍艦“ドレイクⅡ”の艦長。
桂井 志津代（かつらい しずよ）
第八部隊の隊長。25歳で3児の母。開拓部隊には12歳から所属している。何も出産前日まで働き詰めで出産翌日には出勤していたという伝説を持つ女傑で、逆らってはいけない女性トップスリーの1人。南国生まれの健康的な魅力を慕う者が多い反面、大の男顔負けの男前っぷりに恐れおののく者も少なくない。
ヘレン
開拓部隊の女医。逆らってはいけない女性トップスリーの1人。

#### 相良商会
相良 恵之助（さがら けいのすけ）
“相良商会”会長。ドップリと大きな腹の40代後半男性。30年間、日本諸島への移住を支えた功労者で、山を切り崩し、海を埋め立て、50万人もの人間を養える農耕地域を作り上げる事業に尽力した。

#### 小笠原執政会
久藤 隼人（くどう はやと）
“小笠原執政会”執政会長。清廉な黒いスーツに身を包み、付け入る隙の無い佇まいを感じさせる黒髪の男性。“小笠原の洒落者”と名高く、服は全てオーダーメイドで作っている。
“大山祇命”戦の半年後に一真からデートの相談を受けた際には親身になって協力し、本番当日には千尋や比菜と共に監視を行い、周囲がドン引きするほどの恋愛眼（せんりゃくがん）でデートの流れを全て読んで見せた。

### 九州総連
甲斐 江陽（かい こうよう）
九州総連を統括する初老の男性。桜島観測所の地下シェルターが破壊された後、霧島連山に移住する。
冷徹とも思えるほどのリアリストであり、13年前に暴走した“大山祇命”の脅威に晒され続けている九州を救うため、15年前に“天国”のラボから協力者と盗み出していたマテリアルボディの設計図を利用し、王冠種を支配する兵器として三四を製造した。しかし、その行動から道を違えたとして“天国零号”には見放され、外部からの干渉がなければ止められないほどに暴走していた。
呰上 三四（あざかみ みよ）
皿倉山でジャバウォックに人質にされていた12歳ほどの少女。生まれついての天涯孤独で、孤児として博士に育てられたらしい。視力が生まれつき低いが、その分聴覚が優れている。
正式名称を“天国三四号（アマクニサンジュウヨンゴウ）”と呼ばれた人型人造生命体で、“災いの神”を意味する「呰上」の名を与えられている。15年前に甲斐統括らが盗み出した“天国”のマテリアルボディの設計図を元に、桜島観測所の地下にある培養施設にて異種同調型として造られ、胎児期に血中経路の動力である心臓に“大山祇命”の架空樹脂と巨大菌核の結晶が埋め込まれている、いわば“大山祇命”と巨大菌核に限りなく近い系統を持った知的生命体、あるいは小型の王冠種と言える存在。“天逆鉾”による鎮静化実験の次段階として、巨大菌核と同化させることによって己の意思を持たない“大山祇命”を生体制御するための人造兵器であり、取り込まれてから2時間かけて意識と肉体を溶かされ完全に融合を果たす予定だった。その血液からは“大山祇命”の鎮静剤となる成分を生成でき、腕から“大山祇命”に似た枝を生やして神経毒を分泌する能力も持つ。その出自から九州総連の人々からは忌み嫌われている。なお、粒子総量220万で循環係数21%と高い才覚を秘めている。
甲斐統括の計画で消費されそうになった時、自分を守ろうとして目覚めの兆しを見せた“大山祇命”が桜島観測所シェルターを破壊、己を庇おうとした天国一五号を人間たちに殺され、死に怯えてジャバウォックの協力者となる。義手義足の男に監視されながら霧島連山のシェルターに入り、出会った日番谷姉妹と仲良くなるが、正体を暴かれたジャバウォックと一真の交戦の最中、未来に希望を持たず、家畜や部品としてではなく、人として悼まれながら死ぬ方法だけを考えていた自分が生きたいと願ったことが罪だと考え、独りで決着をつける為に一真を神経毒で昏倒させると、“天逆鉾”を引き抜きシェルターを離脱する。そして、協力していたジャバウォックに自分では共に生きることはできないと詫び、巨大菌核に融合、菌核の原型となった実験台の少女を止めるのに失敗して肉体を失いつつあったところを、日番谷姉妹とジャバウォックに救助され、少女に起こったことの真相を自分の手で暴くことを決意する。
以後は半年ほど小笠原で隔離されたあと、境遇に対する情状酌量と静雨からの報告書により処遇を考慮されて無罪放免となり、釈放条件である“開拓部隊に5年以下従事”を達成する為に仕官候補生となる。

### 中華大陸連邦
王 凯龙 （ワン カイロン）
中華大陸連邦の総統。第三の人類最強戦力。中華大陸の王冠種“蚩尤”に起因して「黄帝の化身」とも、「始皇帝の再来」とも呼ばれている。手が付けられないと放置されていた天悠種を次々撃破し、救った人々を地域に拘りなく“中華民族”として己の国の傘下に取り込んだ。身長は2m。
弛まぬ武練により心身共に極限まで鍛え上げ、他者を威圧する偉丈夫と頑強な肉体を持ち、拳で山河を砕き海を割ると噂される。強さの秘密は粒子の系統ではなく、三皇五帝と名付けた超人的な体術、つまり生体自己制御によるもの。海没大陸には存在しない超々高濃度結晶体は持たないが、本気で拳を打ち込めば大陸弾道攻撃を防ぎきった巨大菌核にも亀裂を入れることが出来る。
個人を称える讃歌も200を超えるなど、自国民から圧倒的な支持を得ている。周辺国からは苛烈すぎる為政方針に根強い反発があるが、実力は一目置かれて、強硬姿勢をとりながらも人類最強戦力として期待されている。印度洋海商協定に参加する流れが世論に生まれた時を境に、民族吸収は一度取りやめ、今は都市国家の拡充に人手を割いている。2年前のグリドクラータ海戦の時、突如として撤退したことからシャンバラでは反感を持つ者もいる。
古典文学を好む教養人でもあり、見惚れるほどの偉丈夫でありながらその佇まいは物腰柔らかく、文化人としての教養が感じられる。近代的且つ理性的な思想を持ち、戦いに憎しみを持ち込ませない才や、歴史を踏襲しつつ、それを進化させて次世代に適用させる応用力も備えている。一方で、秘密裏に極東へ赴くなど、享楽的な放蕩っぷりでも有名。
国の西側を蚩尤に脅かされている現状で、極東をジャバウォックに支配されてしまえば、王冠種によって挟み撃ちになって圧迫されてしまうことから、自ら“黄龍”を率いて極東への遠征を行う。“大山祇命”および巨大菌核との決戦では日番谷姉妹の空間跳躍で敵の目前へ向かい、双子が三四を救出するまで光撃を防ぎ続けた。
伏犧八卦炉（ふっきはっけろ）
三皇五帝・一の型。両手を顎の様にして構え、双掌の前に粒子の盾を展開して粒子放出の進行方向を捻じ曲げる。通常は相手に向けて撃ち返すが、混戦時は被害の少ない方向へ誘導するにとどめている。粒子の系統ではなく、特殊なB.D.Aと自身の超人的な技術で補われている業なので、タイミングを一瞬でも誤れば攻撃を浴びて黒焦げになるリスクがある。
三皇五帝・四の型
接触した相手から粒子を吸収・略奪するらしき技。本来、他人の体内で加工された粒子を取り込んで加速してしまえば、体内で反発が起こって素体融解を誘発する恐れがある為、物理的に不可能なはずだが、架空粒子にも効果がある為、全身が星辰粒子体で構成されるジャバウォックにとっては正に天敵と言える。
劉 静雨（リュウ ジンウ）
中大連の大使。20代半ば。若くして四星勲章を持つ、王の側近中の側近。
貫徹した愛国者で、自国の利益のために行動している。ただ、利のために信を容易く切り捨てるやり方もする為、王には100年経っても相互理解は不可能と批判される。
系統は未確認だった現役4人目の次元干渉型。適合率は30%を超えるが、正確な値は非公開。限界はあるが、戦艦型B.D.Aを用いることで機甲師団や戦艦そのものを空間跳躍させることが可能。個人用として両腕用のガントレット型B.D.Aも所有している。
極東に大和民族統一の恩を着せる為に行動しており、極東との交渉の全権を任され食料支援を行う交渉を当麻と行っていた。しかし、不慮の事故で商談が潰えそうになった時、彼が己の取り引きを優先して国家を存亡の危機に陥れたことを知ると、あっさりと切り捨てて三頭会に直接九州遠征するよう要請を出す。同行した九州遠征では、“河伯”でジャバウォックと“黄龍”の戦いを支援し、“大山祇命”との戦いでは“関帝”に乗った3国の主力部隊を空間跳躍で桜島へ上陸させた。
河伯（かはく）
E.R.A機関と連結した戦艦型のB.D.A。静雨の粒子総量を補い、直径2km以内で機甲師団“黄龍”を空間跳躍で支援することができる。
関帝（かんてい）
E.R.A機関と連結した戦艦型のB.D.A。艦艇ごと空間跳躍が可能。ただ、精密機械なので個人用のB.D.Aに比べて遥かに電磁パルス攻撃に弱い。
梅 雅淋（バイ ヤーリン）
中大連の大使であり、静雨の付き人。年齢は那姫と同じくらいで、ポニーテールを纏め上げた顔立ちはまだ幼い。静雨を尊敬しているが故に行動が過激になることもある為、彼からは狂犬娘とも呼ばれる。

### EU統一国家群
アーサー＝ペンドラゴン
EU連合の人類最強戦力。イギリスのアーサー王を襲名しており、少数精鋭部隊・ラウンドナイツを率いる。
世界で初めて王冠種“赤龍王”ペンドラゴンを倒した人類最強戦力。その後もメルリヌス大司教と共に世界中で窮地に陥っている都市国家を救っている偉人だと言われている。
メルリヌス
一番初めにB.D.Aを造った博士。女性。300年前の人間と現代人の間にある細胞レベルの相違点を解明して、人体実験の末に現代の人間がB.D.Aを使える様に組み替えた。故人。
メルリヌス二世
新生ローマ教会の大司教。メルリヌス博士の養子の1人。40歳前後の男性。一見すると命の危険を顧みない狂気にも似た信仰心と行動力があるようだが、それに反して全てを見透かし相手を値踏みする様な瞳を持つ。
純粋な次元跳躍型では現役最強で、軍艦サイズの大質量を遠隔空間跳躍させることが可能。その若さで大司教を任されているのは、宣教師として各地を慰問している功績と、ラウンドナイツを各地の都市国家に送り込んでいる為。周辺国の間では「運び屋」として知られている。
実は“ウロボロス”の関係者でもあり、10年前の“アルカディア”討伐にも直接参加していた。“大山祇命”撃破から半年後に来日した際、“アルカディア”の生き残りである那姫を拉致する。

### シャンバラ
カルキ＝A＝ヴィシュヌヤサス
シャンバラに所属する第十の王冠、ミリオン・クラウンの1人。15歳の少女。新興宗教の宗主をしており、部下からは猊下と敬称される。
世界最強の燃焼型と名高く、適合率、及び粒子蓄積量の双方で史上No.1（うち適合率は60%を超える）という経歴を持ち、唯一王冠種と単独で戦闘が可能なミリオン・クラウンと言われている。衛星による観測も誘導も不可能な時代に、個人で大陸間弾道攻撃を行うことが出来る。更に、シャンバラが保有する超々高濃度結晶体“トリムルティ・アストラ”を使用することで、物質界に於ける全ての障害・概念を消し飛ばす無限速の一撃を放つ。また、架空光子を用いた念話も出来る模様。
2年前に起きたグリドラクータ海戦時、僅か13歳にして悪王“ヴァリトラ”を退け、深手を負わせたことでミリオン・クラウンとなった。他の追随を許さない圧倒的な火力は、シャンバラに住む全ての人間が畏敬の念を示しており、故に退廃（カリ）の世を終わらせ全ての悪を根絶するという救世主になぞらえて、人類退廃の時代を切り裂く神の化身“救世主（カルキ）”と称されている。
九州での“大山祇命”との戦闘では、シャンバラ本国から大陸間弾道攻撃による火力支援を行い、一真と那姫が濃霧を吹き飛ばした直後、“トリムルティ・アストラ”の一撃で巨大菌核を4300mの巨龍ごと打ち砕いた。
ブラフマー・アストラ
カルキのB.D.A。特殊化合炸薬をB.D.Aで無理やり点火してマッハ26以上の速度で発射、付属する架空粒子を用いた遠隔装置で操作することで、6000km以上離れた場所への大陸間弾道攻撃が可能となっている。100発近く同時発射できる。
クリシュナ
シャンバラの宰相。もう1人の人類最強戦力。管理AIの第2号機であり、環境制御塔の運用に使われる情報の収集、つまり星の観測が主な役割。
世界に1人しか存在しない架空光子干渉型。「神の目」とも呼ばれており、シャンバラ本国から、九州にいる“大山祇命”の鮮明な解析図を作成する、架空光子による光速通信を行うなどが可能。
“大山祇命”との決戦では、巨大菌核が発生させた濃霧によって電波通信が遮断されたことで架空光子による交信を試み、千尋と協力して“トリムルティ・アストラ”の着弾誘導を担った。
アルジュナ
勇将と呼ばれるシャンバラの将軍。
エイラーワン
名将と呼ばれるシャンバラの将軍。
アナン
シャンバラに所属する准将。エイラーワンの孫。一兵卒上がりだが、階級の割に年齢が若い。
身体強化型であり、両手の手甲は巨軀種を砕くほどの凄まじい威力を持つ。
グリドクラータ海戦で途中撤退した中大連に不信感を抱いている。
龍次郎の救援要請を受け派遣された部隊の総指揮官だったが、九州総連の軍艦を乗っ取ったジャバウォックから奇襲を受け、駆け付けた3隻のうち2隻が撤退を余儀なくされ、重傷者も大勢出してしまう。その後、事態の真相を知ると日本側と和解し、ジャバウォックおよび“大山祇命”の襲撃では日本の同盟国として前線で交戦した。

### アラビア海の海賊
レベッカ
アラビア海の海賊の幹部。両腕が義手の女海賊。

### 上級自己進化型管理AI
アウルゲルミル（Aurgelmir）
コスモスクエア研究所の第一管制室を管理している環境制御塔の上級自己進化型管理AI。造物主の1人であるクリスティン博士の容姿を主体に立体映像をモデリングしている。北欧の始まりの巨人、“知恵の泉”の名を与えられている。文明復興の鍵として、ドイツ粒子体研究所から文明の導き手として日本へ搬送されてきた。退廃の時代が訪れた時、人類の文明復興の為に人型のインターフェイスを用意しようと提案した。
300年間制御塔主権所有者を待ち続け、不知火の後継者である一真を管制室内へ迎え、言葉を交わす。だが、間も無くして管制室に“ジャバウォック”が操る“スカイフィッシュ”の攻撃を受け、施設が破壊されるまでの2500秒間で、不知火の音声メッセージと、118年前から連絡が途絶えているアマクニに渡す此方のデータ、クリスティンの遺品の回収、第一管制室で得た情報の秘密厳守を頼み、最後に自分が300年かけて作った姿の感想を一真に求め、彼を送った後は破壊された管制室と運命を共にした。
天国（Amakuni/ アマクニ）
九州の管制室を預かる日本の正規上級自己進化型有機管理AI。当時の研究者が日本の物作りの魂の在り処として日本刀を選んだ為、その名称は日本刀の開祖として知られている“刀匠・天国”に由来する。天孫降臨を待ち続ける存在で、いつの日か故国日本の復興を夢見た研究者達から、至宝“天逆鉾”を託されている。
“天国零号”とも呼ばれる電脳が九州総連の研究所内に存在し、情報の交錯を防ぐために“天国一五号”と呼ばれるマテリアルボディを1体だけ製造し、文明復古を代行させていた。だが、15年前に盗まれたマテリアルボディの設計図から13年前に三四が製造されたことを知ると、管理AIの理念として国の方針を力で矯正できないため、その2年後に天孫降臨を待つ使命を放棄してラボを閉鎖、暴走する九州総連上層部と道を別った。
三四が奪った“天逆鉾”を追う一真と那月に接触して研究所まで招き、自らの状況を2人に話し、新たなマテリアルボディへ意識を移す。当初は那月を“ウロボロス”の者ではないかと疑ったが、天の岩戸を開いて皇族直系の人間だと証明されると、非礼を詫びて彼女に忠誠を誓う。
天国一五号
300年後の九州で、“天国零号”の代行として文明復古に努めていた人型有機素体（マテリアルボディ）。覚醒時の肉体年齢を10歳に設定していた為、現在の肉体年齢は24歳。
遠征軍が九州に到着する2週間前に起きた桜島観測所シェルターの崩壊で、人間に殺されそうになった三四を庇い人間によって致命傷を負わされる。死の直前、極東に現れたジャバウォックに人間社会で生きられない三四を託し、光差す場所に連れて行って欲しいと頼んで息絶え、その肉体はジャバウォックによって利用されることになる。巨大菌核が倒された後は契約を守れなかったとしてジャバウォックに解放され、不可逆変換によって蘇生した状態で王に引き渡された。
アマルティア
決戦型海上移動要塞都市“アルカディア”の管理AI。上級管理AIの中で最も優秀だと判断された事で“アルカディア”を任され、絶対的な権力を持ちながらも、制御塔の暴走以前に作られた生存マニュアルを自己判断で拡大解釈する事も無く忠実に守り、必要な時に必要な情報を開示し、最終判断には必ず人間の意志が介在するような組織体制を構築していた。純粋に戦闘能力の高さを見越してマテリアルボディは細身ながらも高身長で造られ、豹の様な機能美のある美しい肢体はよく鍛えられている。マテリアルボディと電子頭脳に互換性を持たせて常に同期する事で、住民の教育と海上都市の運営を同時に行なっていた。笑う姿を滅多に見せないせいで冷たい印象を持たれやすいが、いつも理路整然とした回答を用意していたので、周りからは恐ろしくも頼りがいのある人物として親しまれていた。
住民の教師であったため、那姫たちには「先生」と呼ばれていた。

### ウロボロス
義手義足の男
ジャバウォックから依頼を受けた海賊の部下。本名不明。両手足の全てを鋼のような義手義足に替えている赤毛の男。
流石に戦艦1隻は難しいが、多脚型戦車を容易く撃破する実力者。義足の噴出孔から粒子を放出することで空を飛び、右手の義手からはシェルターに使われる団粒防壁を展開して身を守る。
大将に“天逆鉾”をプレゼントすることが目的で、シェルターで一真の足止めをした後、三四から渡された“天逆鉾”を本拠地へ輸送する。“大山祇命”との決戦が始まった時は“アルカディア”の生き残りである那姫を殺害する為に行動し、主力が搭乗していると推測したドレイクⅡを強襲するも、陽動に引っかかって一五部隊と交戦する。

### 300年前
東雲 不知夜（しののめ いざよい）
一真の母。旧姓は「西業」。星辰粒子体の研究者。偏向的博愛主義者で美人に甘く、クリスのことはよく可愛がっていた。
大崩壊の際はコスモスクエア研究所に詰めていたとされる。300年後も音声データが残されており、その中で一真に“鍵”と称して環境制御塔の支配権を託し、“お前の思う様にやってみろ”と告げる。
東雲 六華（しののめ りっか）
一真の妹。大崩壊の時は中学生で、全中女子剣道大会で三連覇中だった。
大崩壊後は東京からの脱出に成功し、後に辰巳と結婚。千尋や龍次郎の先祖となる。
倭田 辰巳（わだ たつみ）
一真の悪友にして、同じ道場の門下生の剣道家。大崩壊当時は17歳。東京の高校に通っているが、実家は北陸の漁業関係の元締め。古臭い風習にしがみつく故郷を嫌い、自分が人類最盛期の時代に生まれた意味を知りたいと思っていた。
大崩壊の後で壊滅した海上自衛隊の生き残りを匿い、暴徒に占拠された護衛艦を奪い返して10万人の民間人を救出し、その偉業から初代“海神”と呼ばれるようになる。後に学生時代から好意を寄せていた六華と結婚。
一真の祖父
“平成の剣聖”、“古武術唯一の人間国宝”、“遊び人のシノさん”と呼ばれた老人。古武道協会、剣道協会が太鼓判を押した怪物で、過去に撤廃された最高段位を自らの為だけに協会が用意するほど、武道や様々な競技の世界で功績や称号を築き上げている。
江戸時代中期から後期にかけて発展した医学を元に造られた古流剣術の家元。その技は、近代力学や医学を取り入れることで、平成まで続く300年もの間、対人剣術として進化し続け、体重差を加味した適切な足運びや、剣閃を加速させる為に必要な筋組織の解明と鍛錬、意識的な生体自己制御を使用した呼吸法と感情制御、力学、医術、栄養学などの様々な分野を駆使して作り上げた近代の白兵戦闘にも耐え得るもので、2代前に漸く完成したばかりである。
流派そのものよりも流派の為に積み上げてきた研究成果を生かす道を選び、本業は今や剣術稼業より、日本屈指のフィジカルトレーナーと言った方が正しく、スポーツ業界の平均ランクがここ数年で急上昇したのは彼の功績である。
相良 丈一郎（さがら じょういちろう）
辰巳の悪友の1人。相良通運社長の息子。剣道部の主将。背が高く親しみやすい雰囲気を醸し出している。
大崩壊後は生き延びて小笠原基地に避難していたが、辰巳に協力することを決め移動用の貨物船の手配などを行った。大崩壊から7年目の関西遠征の際に命を落としているが、その子孫は“相良商会”として極東を運営している。
葛城 智樹（かつらぎ ともき）
辰巳の悪友の1人。都知事の息子。眼鏡の奥に知的な意志が見て取れる。
クリスティン＝ディ＝グレゴリオ
ドイツの粒子研究機関から派遣された女性研究者。実家がドイツの粒子体研究の責任者で、不知夜の職場の後輩。年齢は20代前半頃。金髪で巨乳、眼鏡の奥に光る深緑の瞳には宝石のような眩さと、それを引き立てる知性的な光が見える。
両親が不在がちだった東雲兄妹にとっては母親代わりの存在で、一真の初恋の相手でもあった。
大崩壊の際に第三国立国会図書館の研究施設に取り残されたところを海自に保護されたが、同僚は暴徒に皆殺しにされてしまい、ただ1人だけ辰巳によって匿われていた。その7年後、状況確認の為に相良通運の貨物船を借りて大阪のコスモスクエア研究所まで向かったが、最期は巨悪から第一管制室を守る為に、研究室へ続くエレベーターを破壊して扉を内側から厳重に閉ざし、アウルゲルミルに不知夜の後継人以外は決して通すなと厳命して死亡した。その遺品は300年後、管制室へ辿り着いた一真の手で回収される。

## 用語

### 粒子体技術関連
星辰粒子体（アストラルナノマシン）
第三種星辰粒子体（3S nano machine unit）とも呼ばれる“閉鎖空間内を等速運動で循環する粒子”。世界の固有時を定義し満たす物質で、古代のエーテル、前時代で架空粒子（タキオン）と呼ばれていたものの上位互換。マクスウェル情報変換式で虚数からの実数化を可能とし、環境情報の置換により0からエネルギーを抽出できる。
“一秒の定義”に干渉し加速燃焼で生まれた力を体内に還元する。既存のエントロピーを凌駕しているのは、粒子体の加速が空間概念に対して固有の時間概念を持っているから。血流内の等速運動でアインシュタインが特殊相対性理論として発見・提唱した世界時計とも言うべき固有時の枷を外すということは、物質界の相対性を超越することであり、かつて廃れたエーテル理論や、虚数固有時内でのみ観測された架空粒子が、物理学で脚光を浴びることになったのは全てこのため。
この研究により誕生した第三種永久機関は第四次エネルギー革命を起こし、旧来の石油、水力、風力、電力、原子力を用いた動力は急激に衰退し、中東国家は原油減産で国家破綻に追い込まれた所もあった。他分野のエネルギー利権も集積され、先端医療、先端科学、宇宙開発の分野に至るまで依存し始めたことで、“星辰粒子体”と“環境制御塔”の利権は1%につき年間88兆2000億円の金額が割り振られることになった。旧来の機器の大規模な入れ替えで生産特需が起こり、圧倒的に不足する人材・生産力を補ったことで雇用率は80%を超え、この時代は人類最盛期と呼ばれていた。エネルギー利権は国家、制御塔建設に携わった出資者及び土地の利権者、星辰粒子体の研究者の3グループに割り振られていた。
変幻自在で万能粒子だが、使用する人体と使用機器には限界がある為、粒子放出を続けると肉体から燃える様な高熱が生まれて命に関わる。“粒子適合率”が高ければ様々な運用が出来るものの、人間の短い人生でそれら全てを習得するのは不可能に近いため、基本的には生来適合している系統を伸ばすのが理想となり、適合者は様々な分野に特化した者が存在している。粒子体を体内で操るには流体操作と圧力操作の2系統の能力が必須。体細胞の燃焼より遥かに高効率の力が出せることもあり、B.A.Dが普及した現代では、粒子適合率が上昇するような訓練や投薬をした方が格段に強くなれるので、痛みや労力を抑えるため身体はほどほどに鍛えるのが一般的で、身体強化に力を入れるのはかなり珍しい。基礎体力が向上すれば総合的な上昇値も格段に上がるが、粒子適合率が高く才気もある人間ほど身体強化を怠る傾向にある。なお、最大粒子量と粒子回復量は比例していることが多く、粒子量の多い者なら永久機関のように大量の粒子を放出できる。また、免疫力に個人差はあるが、毒に侵された場合は粒子体が毒を排除しようと働きかける。
粒子体の濃度が高い密林や山岳地帯、カルデラ海流の様な場所では、レーダー探知機の類が正常に働かない。
粒子が光速を上回った時には、俗に“アストラルノヴァ”と呼ばれる“光の波に酷似した粒子の波動”を起こし、最大7色の発光現象が認められる。結晶粒子に覆われる地域の特徴で、平時でも淡く光る蛍火の様な僅かな輝きを放つが、極稀に綺羅と輝く碧い光が一面に舞う夜明け前の大発光が発生する。この光には架空光子が含まれている為、架空生命体を消滅させる事が可能。
自然界の生命体の中には独自に循環経路を発達させて、体内で星辰粒子体を加速燃焼させることにより巨体を支えているものもいる。巨体であればあるほど粒子の内蔵量と消費量が多く、その破壊規模が大きくなる。
有機流体物質
星辰粒子体の1つである、有機物に寄生する性質を利用して造られた液体金属。水銀の3倍の密度があり、1lあたりの重量は40kg近くになる。有機流体物の中に粒子体を過剰に寄生させた状態でE.R.A機関に接続し加速させると液体金属へと変質し、E.R.A機関を用いる事で結合緩和、結合強化、色彩変化など様々な形状に変化する。
人類最盛期の時代には、その性質を利用して周囲の粒子体を集め、建築物などの風化を防ぎ自己修復する塗料としても使われていたため、大崩壊から300年が経ってもまだかつての街並みが残されている。極東では遺跡から回収した瓦礫に那姫の不可逆返還を用いる事で回収している。
結晶粒子体
粒子と粒子が長い年月をかけて癒着したもの。癒着して巨大化した粒子の中で核となるアストラルフィラメントが等速運動を開始することで随時加速状態の結晶粒子が生まれるとされる。環境制御塔の外壁を覆う物質であり、加速状態を生み出す為にB.D.Aの核にも用いられる。
適合率の高い者の体内の粒子加速に耐えられるような高純度のものは、「高純度結晶体」と呼ばれる。結晶内の物質間電子移動は結合緩和を引き起こすため、大気に溶けてしまうことも珍しくなく、人工的に高純度結晶体を作り出すことは不可能とされる。現在は粒子体が積もった活火山や海辺、湖、大樹など、土地依存の精製法しか明かされておらず、貴重で、日本諸島では輸入に頼らざるを得ない。通常の高濃度結晶体は別名・半導体結晶とも呼ばれ、粒子の吸収と解放をB.D.Aから発せられる特定の電磁波で可能にする性質を持っている。
超高濃度結晶体は光速に到達する力を引き出すことが出来るが、どんなに質が良くとも光速の4倍の多元運動量が限界とされている。光速まで加速した粒子を吸収すると結晶内の固有時が外れるという性質が“オーバーライド”に利用されている。
超々高濃度結晶体は、取り込んだ粒子体を加速機関すら必要ない状態で、常に光速を上回る速度を叩き出しながら鳴動する。外側から干渉するまでもなく、多元構造体として呼吸をするように粒子を吸収し、加速し、増幅し、アストラルノヴァを放ち続けるという性質を持つ。人類最強戦力が全力を出す為にはこれが必要だが、極めて希少であり、極東の“天逆鉾”、シャンバラの“トリムルティ・アストラ”、EU諸国連合および新合衆国がそれぞれ保有するものの、世界中で4つしか確認されていなかった。4巻にて極東で2つ目となる“天叢雲剣”が確認されたことで、総数は5つとなった。
天逆鉾（アマノサカホコ）
超々高濃度結晶体の1つ。大和民族最高の秘宝にして、人類が保有する最強の兵器の1つでもある。
人間よりも大きな長柄の得物。現在は霧島連山の地下シェルターに保管され、地下空間を太陽のような光で照らす光源となっている。13年前に巨大菌核に寄生されて暴走する“大山祇命”を活動停止させる為に使われ、以来菌糸に突き刺さったままになっていた。だが、“ウロボロス”により強奪されてしまい、中大連との交渉の為に極東が所有権を放棄したことで、奪還した国家が利用できることになった。
トリムルティ・アストラ
シャンバラが保有する超々高濃度結晶体。適合率が60%を超えるカルキが使用することで、光速の6倍以上に達する加速率を更に高めた一撃となり、前兆として数千km離れた場所からも確認できるほどの極光を放ち、放たれると同時に無限速に到達し物質界に於ける全ての障害・概念を消し飛ばす。
天叢雲剣（あまのむらくものつるぎ）
極東に存在するもう1つの超々高濃度結晶体。桜島中心部に造られた天の岩戸に安置されているが、その存在は厳重に秘匿され、九州出身者にも知られていない。皇族の末裔である那姫が扉を開いて地上へ持ち出し、“大山祇命”に伸びる菌糸を焼き切った。
粒子適合率
大気中に散布された星辰粒子体が体細胞にどのくらい浸透しているかを示す数値。生まれついた時の資質で大部分が決まる一種の才能で、後天的に伸びるのは特殊な環境を除いてほんの少し。
適合率には、実数値、虚数値、共有値がある。実数値の高さは粒子体の燃焼による身体能力の強化に関係する。共有値は実数と虚数の両方に適した貴重な血流で、本来の倍計算で扱われる為、仮に適合率25%で共有値5%の場合は合算で30%を超える計算になる。
全長10万mとも言われる血管を利用することで、粒子適合率の高い人間自体が長大で精密な加速器になる。適合率が100%ならば最大で光速の10倍という絶大な速度を叩き出す計算になるが、適合率100%の人間は理論上存在しない。常人ならば1%未満、訓練を積んで5%以上、高適合率者で10%以上と、人体の適合率は極めて限られた数値となる。適合率10%以上は体内の粒子が光速を超える為、場合によっては素体融解（メルトダウン）を起こして爆発四散する危険性が高くなり、それを防ぐためにセーフティであるリミッターは音声認証が必要になる。一般的に、10％を超えれば即戦力、20％を超えれば主力級、30％を超えればその人物を中心とした戦略を構築できるほどの戦闘能力を発揮することが可能になる。なお、血管が加速経路になっているため、四肢の欠損などは勿論、乳房の切除などを行って生身の肉体を失うと循環係数が低下することが証明されている。
高適合率者は超流動が起きている間は世界の固有時から外れることになり、相対的に加速状態になる。高適合率の人間がB.D.Aを使用している時、体内を駆け巡る粒子の動きの方が本来の脳波より早く肉体へ命令出来るため、脳波は電気信号を用いていない。
ミリオン・クラウン
人類最強戦力とも呼ばれる、戦闘能力の高い粒子適合者のこと。王冠種などの絶大な力を持つ種に対抗する可能性を持つ唯一の存在。王冠級の力を完全に発揮するには最高純度の超々高濃度結晶体が必要となる。
元々はEU連合と新生ローマ教会が認定した場合にのみ使われる称号で、新しいクラウン候補には教会の大司教以上の者が素養を見極めるという慣例が出来た。

環境制御塔（かんきょうせいぎょとう/ Environmental control tower）
星辰粒子体と呼ばれるナノマシンを散布することで、この星の自然環境を掌握・支配していた大気圏にまで届く巨塔。全ての崩壊の始まりとなった人類文明の終着点であり、人類退廃の象徴。
元々、太平洋の海底で発見されたブリテン島と同等の規模がある太陽系最大の活火山を抑制し制御するもので、数万年前に地球上の98％の生命体を死滅させた活火山の大爆発と同等以上の大災害で人類史が滅亡する運命に立ち向かうプロジェクトとして世界各地に建設された。さらに前段階では、第三次エネルギーの供給、つまり永久機関によって生まれた永続的エネルギーの開発として計画されていた。
世界中に5600カ所ある管制室から地球環境の状況を報告・運営していた。表向きは国連が管理していたが、実際は利権者たちがその運用を決定していたとされる。しかし、300年前の〈大崩壊〉以後、粒子体の過剰散布が始まり、地球環境や生態系は大きく歪んでしまった。現在は翠色の結晶化した粒子体によって包まれており、誰も中に入ることはできないが、真の第三永久機関を体現しているため300年も人の手が加えられる事無く稼働し続けている。50年前に漸く暴走が収まってきたとされる。
環境制御塔の抑制は上手くいっていたが、制御の際に近くを貫通して粒子体を浸透させるための注入作業の過程で何らかの問題が生じたと考えられている。しかし、管理AIアウルゲルミルによれば、建設されて以来319年間、ただの一度も暴走した記録はないという。環境制御塔の利権、即ち管理者権限を持つ者たちが意図的に大崩壊を起こしたのではないかという王の推測の通り、“世界の敵”たる“ウロボロス”が人類撲滅の為に利権を奪って引き起こしたことが明かされる。
上級自己進化型有機AI
環境制御塔を管理する上級AI。現在まで稼働しているものは世界遺産級の代物とされる。人間の脳の電子図を模倣して造られたトレースブレインコンピューターであり、“知恵ある人類の隣人”を命題にしているので感情にも似た機能を持つ。
初期デザインの際、必ず人類との共存共栄の必要性に辿り着く形で演算システムが構築され、共存共栄の意味と意義を正しく理解し、人類を滅ぼすことが無意味且つ無価値であるという結論に至ったものだけが上級管理AIとして認可される。人間の敵になりうる状況を66兆2000億通り構築してみた結果、該当件数は0件で、人間に牙を剥くようには造られてはいない。故に力で国の方針を矯正することは理念に反する。個性であるパーソナリティの獲得に成功した時点で、姉妹機全員が別個体になり、同期は不可能となる。場所に依存した有機AIなので、施設が破壊されればパーソナリティを失い実質死亡する。
エネルギー供給量をコントロールするだけで、供給量の決定権は持っていない。環境制御塔を管理する彼女たちの自我はあっても自由はなく、電脳体である限り一部の人間に逆らう権利がない。その為、“世界の敵”に環境制御塔の利権奪われていることを知りながらも、対策を取ることができなかった。
また、海上移動要塞都市に備えられた管理AIの1つは暴走して行き過ぎた支配を行い都市を滅ぼしており、その後は王冠種の1つとして130年前にアメリカ大陸を席巻し新合衆国と日夜激しい戦いを繰り広げている。
人型有機素体（マテリアルボディ）
管理AIが人間の営みの中に紛れるために造った、人間と同じ構造・構成物質のインターフェイス。人類と違う部分は脊髄部分の内蔵型粒子加速器と、身体専用のB.D.Aが必要なことくらい。人間の身体を得るという選択を行なったのは、人類の文明復興の為だけではなく、情報の出力制限で本当に大切な情報を権限ある人間にしか話せないという枷を外す為に、今までとは異なる外部出力装置が必要になったからでもある。

血中粒子加速器（Blood accelerator）
通称B.D.A。体内に取り込んだ粒子体を“一秒の定義”に則り血中で秒間・約33回転の循環を繰り返し、実数と虚数を互換する加速器。粒子体に適合した人間の様々な潜在能力を引き出す兵器で、血中粒子を介して脳波によるコントロールが可能。身体を覆う外殻式の物が最も多く普及している。結晶粒子体が核となっており、これに反応して星辰粒子体は超加速を開始する。また、高適合率の人間は汎用型B.D.Aでは全ての性能を発揮することができない為、赤服などが使うB.D.Aには体内の粒子加速に耐えられるよう、高純度結晶体という貴重な結晶粒子体が用いられている。
ドイツの粒子研究機関“ユミル”で研究開発されていたものを、35年前にメルリヌス博士が完成させた。
粒子体の加速が空間概念に対して固有の時間概念を持っているからこそ、既存のエントロピーを凌駕している以上、固有時空間等速運動が多元運動量を発現させるには途方もない長さの加速路が必要となる。血中粒子加速器が最強の汎用兵器として広く使われているのは、人体の血管が地球の2周半以上の長さを誇っているからであり、E.R.A機関では再現できない能力も多い。
万能の武器というわけではなく、それぞれ得意分野がある。加速燃焼型（B・アクセラレーション）、虚数変化型（イマジナリーリアクト）、身体強化型（フィジカルアップ）など色々な系統がある。中には特定の人間にしか習得できない系統もあり、世界的に稀少な系統として、不可逆変換型の2人、架空光子演算型の1人、次元干渉型の3人（後に4人と判明）が挙げられている。
粒子体が過剰散布されて巨軀種や幻想種が溢れ返り、研究対象には事欠かないため、B.D.Aについては大崩壊後の方が技術進化は速くなったとすら噂されている。
E.R.A機関と接続する技術も存在する。この場合、循環係数の変化は微々たるものだが、粒子総量や瞬間消費速度を向上させることはできるので、実際、中大連では大質量を空間跳躍させる為の戦艦型B.D.Aの開発に成功している。
不可逆変換型（イリバーシブル）
一方通行の化学変化を相互通行にして変換出来る粒子操作が可能な系統。治癒促進とは異なる蛋白質の補修による傷の治療や、遺跡の瓦礫からの有機流体物質の採取、不可逆圧縮で破壊されたデータまで補修可能といった、錬金術そのものとも言えるような力。まだ謎が多い力という事もあって自然に体得する以外に覚える方法のない系統で、世界で2人しか適合者がいない。生産力、医療、科学など多方面に影響を与える能力で、資材確保が難しい現代に於いて遺跡が全て宝の山になるため、使い手が1人いるだけで10万の労働力を超える価値がある。
異種同調型（タイプ・アヴァター）
他種族の系統に合わせてその性質を変える世にも珍しい系統。死した巨軀種や幻獣種、及び天悠種の骨肉を己の粒子加速器として外付け出来る性質を持ち、本人の適合率を上回る結果を出すことが可能。星辰粒子体を取り込むと細胞が環境に適応するため自己進化を始めるのだが、中でも異種同調型は環境や風土、共生する生命に影響を受けやすいという。
次元干渉型（じげんかんしょうがた）
強力無比で実戦的な能力が多い系統。光速化した粒子により一時的な次元鏡面の崩壊を促すことで発動する空間跳躍（テレポート）、次元結紮、相対空間操作などが可能。潜在的には多数存在するが、発現するには循環係数が光速の3倍以上、つまり適合率30%の大台に乗らなければならない為、その多くが発現に至らないという稀有な系統でもあり、史上で15人、現役は3人と言われていた（後に静雨が通算16人目、現役4人目であると判明）。
個人レベルが所有する系統の中では頂点の1つで、空間跳躍を近接戦闘に組み込んだ場合、速度差を加味せず何の前兆もないまま相対距離を瞬時に0に出来ることから、“間合い”の概念が完全に砕かれることになり、数mの移動でも生かせる幅は広い。空間跳躍と次元跳躍では干渉する次元数に大きな違いが出て、前者では跳躍した先に物質が存在する場合、どちらかが激しく損壊するリスクがあり、後者でも似たような現象が起きる。
なお、E.R.A機関で空間跳躍を再現する為には遠大な加速器が必要となり、あと1000年は実現不可能とされている。後に中大連は、複数の潜在的次元干渉型による3000kmを超える大陸間次元跳躍技術の開発に成功している。
流体操作型
液体の中の粒子体の運動を操作する能力。体内の粒子体を操るのにほぼ必須な能力の1つであり、進化の過程で得る、或いは幼少期の初期教育段階で誰もが感覚的に得られる力で、高適合者なら生まれついて出来て当たり前の基本的なもの。龍次郎クラスの実力者なら津波などの大海象をも自在に操れるので、街々が大海原に沈んでしまった退廃の時代に於いて、強力な流体操作型は時代を支配するに等しい力を持つと言っても過言ではない。
圧力操作型
圧力の変化を起こす能力。体内の粒子体を操るのにほぼ必須な基本の能力の1つであり、進化の過程で得る、或いは幼少期の初期教育段階で誰もが感覚的に得られる力で、高適合者なら生まれついて出来て当たり前の基本的なもの。主な攻撃手段は液体などを高速発射する、気圧変化の負荷をかけて平衡感覚を失わせるなどだが、圧力操作型に偏った者はその比ではなく、過去にいた最強の圧力操作型は何もないところに爆弾を作り出すことができたほか、王冠種の1体“赤道の空王”リンドヴルムはすれ違っただけで船の船員が全員気絶するという。
限定解除
血中の循環経路を最大出力で解放して光速を超えた動きを強制するシステムであり、人類最大の汎用兵器の1つ。通称“オーバーライド”。仕組みとしては、超高濃度結晶体の光速まで加速した粒子を吸収すると結晶内の固有時が外れ、粒子が最大2〜4倍の速度を保ったまま多元運動量を人体に反映させることが可能になる、というもの。
高適合者の中でも極一部の人間しか使いこなすことができず、多くの場合は使うと同時に素体融解を起こして大爆発を起こしてしまう危険なシステム。一真のようにノーリスクで限定解除を乱発できるのは極めて少数な逸材である。
特殊外骨格（とくしゅがいこっかく）
出力固定式のB.D.Aで、E.R.AとB.D.Aの両方の特性を備えて安定した出力を発し戦闘を補助する装具。どれだけ粒子を供給しても上限以上の性能は発揮できないが、誰が使っても同じ能力を得られるのが利点。体内の加速路と外付けの加速路を繋げるため、失った手足を補助する義足や義手などにも用いられている技術。
ホバーブーツ
特殊外骨格に分類される、脚部装着型のB.D.A。最大時速は65kmで、水上戦闘が可能。使用感覚としては、足の指先が自由意志で可変可能な噴射機に入れ替わったような認識となる。普通に走るよりは連続跳躍の方が速度が出るほか、巧みに使い滞空状態のバランスを取ることも可能。
Blood acceleration connecter
中華大陸連邦で開発された新型B.D.A兵器。体内で変質した粒子体は他人と混ざり合わず、素体融解を起こすという従来の問題を解決する為、“大山祇命”戦で得た日番谷姉妹のデータを利用して実用化に成功した。低適合率の潜在的次元干渉型であっても十数名が同時に乗り込み起動する事で、3000kmを超える長距離の大陸間次元跳躍が可能となっている。ただし、まだ発展途上の技術であり、操縦者の負担が大きく乱用は出来ない。

環境粒子加速機関（Ether acceleration drive/ エーテル アクセラレーション ドライブ）
通称E.R.A。各地に散布された粒子体を動力として起動する半永久機関。粒子体を吸引した機関は駆動エネルギーの循環増幅限界を超えない限り、半永久的に稼働し続ける。出力は搭載している加速器の性能と吸引力に依存するが、現代の環境ならば幾らリミッターを外したところで粒子消費量には規制はかからない。ただし完全な永久機関とは言えず、炉心の限界を超えた稼働をすると行動範囲が広がる代償に、内在している粒子を全て消費してしまいエンストを起こしてしまう。
B.D.Aのプラグを機関に直結させ、操縦者の血中経路を外部加速器として機能させ一時的に循環係数を跳ね上がらせることもできる。
ロストテクノロジーが多く関わっていて、今の時代の技術では再現が難しい。多脚型戦車や大型船を組み立てる時には必須になり、発掘品の中では一番高値が付く物質とされる。本来の用途とは別の形で使っていることもあり、規格に合わない部品は繋ぎ目から様々な熱と騒音を放つ。
B.D.Aが普及するまで、E.R.A兵器は巨軀種との戦いの主流だった。しかし、この兵器では通常の物理法則が通用しない王冠種を倒すことができない。

架空光子
架空粒子とは異なる粒子。宇宙空間での光速通信を目的に研究されていた為、電波を遮断された場所でも通信が可能。架空生命体あるいは虚数生物と呼称される架空粒子によって肉体が構築される生物を完全に死亡させる為には、この架空光子で減退干渉を行う必要がある。

大崩壊
環境制御塔の暴走により引き起こされたとされる災害。300年前に人類文明は悉く滅び、地獄の窯より現れた災厄は嵐の如く、津波の如く、雷雨の如く、世の全てに一切の差異なく牙を剥き、この星の在り方さえも歪めた。
唯1人の例外なく滅ぶはずだった人類は、僅かな勇気と奇跡によって生き永らえる事を許されたが、文明を失い星を満たす栄華の残滓によって慎ましい生活を送っている。今や人類の生存圏は300年前に作られたシェルターなど一部の場所に限られており、生きるので精一杯で、技術の発展を試みるだけの生活的余裕はなく、技術力は過去のテクノロジーに依存するしかない。海域も上昇して多くの陸地は海没してしまっているため、乗船経験がないということは働いたことがないということに直結する。データ化された情報バンクは吹き飛んだ為、図書館の書物の様なローカルデータが凄く貴重になっている。なお、大陸は王冠種が群雄割拠し、飛行技術の衰退と3体の王冠種が制空権を支配していることで、陸路と空路は使用不能であり、海を棲家とする王冠種が人類を敵視していないので海路は唯一使用可能。だが、人類は王冠種に目溢しされている立場でしかなく、彼らが本気で排除しようと行動に移せば、1年もかからず滅ぼされると言われている。
国という枠組みが壊れたことで、民族ごとに区別するための制度は敷かれているが、限られた国土や極度に狭い生存圏の中で協力して生きていくために国籍は統一されている。国家間で使える共通の通貨制度がない為、行われているのは原始的な物々交換と証文制だが、近い将来に印度洋海商協定で国家間で通用する紙幣が発行される予定もある。物資の備蓄はそのまま国力に直結する。生存圏の侵害は重罪。昔の嗜好品は酒瓶1つ、葉巻1つであっても国宝級で、高値で取引されるため、盗掘目的の遺跡荒らしが多い。
ミリオン・クラウンが生まれた国はまだ防衛能力があるが、小さな国は細々とした連合を組んで、危機が迫れば互いの領地に避難し、破壊された故郷にまた帰るしかないのが実情。そのため、人体実験を合法化している国家も存在する。
星の生態系は大きく変容し、本来在るべき進化の系統樹を著しく逸脱してしまった。王冠種を筆頭とする巨軀の怪物たちからの圧迫で人類は既に地球の霊長ではなくなっている。
一方、“ウロボロス”による世界の滅びに立ち向かい、全てを守ろうとして、惜しくも敗れ去った者たちもいた。為政や研究に携わった者、銃を握って戦った者、権威の裏側で抗った者たちは、人類文明が滅んだ後に、人類の再起を願って、海上移動要塞都市、団粒構造シェルター、超々高濃度結晶体などを残し、敵に奪われて最悪の兵器とならないように絶対に奪われない為のセキュリティを造った。

### 生物
王冠種（クラウン/ Crown）
たった一体現れるだけで人類の存在が危ぶまれるほどの力を持った、惑星史上最強の生命体。“十二体の王冠種（Zodiac crown）”とも呼ばれる。都市国家を嘲笑うかのように破壊していく怪物たち。この時代が“人類退廃の時代”と言われる理由であり、かつて人類の前に立ち塞がった飢餓、疫病、災厄に匹敵する脅威とされる。一族の王、唯一無二の絶対的な力を持つ最強の個体にだけ与えられる称号であり、自らの一族からなる群れや配下を引き連れる（ジャバウォックは例外）。
人類の叡智の暴走により系統樹の枠を超えて進化した彼らは人類にとって代わり、青き星の覇者を目指して生存圏を求めあっている。自発的に勢力圏を伸ばしている7体は特に危険な種として認知される。
世界の固有時から完全に外れている為に、地球上とは異なった物理法則を持つ。自分たちの固有時によって構築された世界の法則が全く通用しない土地を持つ事で、特殊な概念法則に守られており、星辰粒子体を含まない攻撃が一切効かず、自分だけの概念法則を自在に操って暴れている。一部の王冠種は己の放出する粒子体で空間を満たした時、“固有宇宙観（パーソナルコスモロジー）”と通称される固有時の完全支配の力を顕現させられる。領域の中では大気中の粒子が占有されて補給が行えなくなる為、膨大な粒子量を誇るミリオン・クラウンしか戦いの土俵に立てない。
巨軀種（Gigant）
300年前から始まった粒子体の過剰散布で異常進化した巨大な種族。多くの場合人類より強大な存在として現れる、人類の天敵。世界中に存在し、この数百年で様々な新種が発見されている。巨軀種と幻獣種の等級（ランク）はG級とされ、下の数値が体長を表す数字になり、例としてGⅨ級は10m未満9m以上、GⅢ級は3m級となる。また10mを超える個体はGM級（ミリオン）とされ、全長20m以上で内在粒子量が200万を超える極めて強力な巨獣はDM（ダブルミリオン）級と呼ばれる。巨軀種が群れで現れると彼らが放出する粒子の波で通信が乱れる事があり、目視可能な距離で繋がらない場合は極めて強力な種の存在が予想できる。種類ごとに特色があり、海棲類の場合は心筋の過密度が高い為等級の割に倒しにくい、爬虫類、特に蛇型の巨軀種はピット器官の機能で赤外線誘導が丸見えになる、蜥蜴型は光学迷彩の擬態能力、などの異なる特徴がある。
幻獣種（Grimm）
種族名に“死神（リーパー）”と付けられた種は例外なく絶命させる毒性や危険性を孕んでいる。
天悠種（アバターディーヴァ/ A. diva）
「神の化身（アバター・ディーヴァ）」の名を与えられた致死率、繁殖速度、凶暴性、知性を持った危険な怪物。全部が全部ではないが、人語を理解して話す者もいれば、人間のように街を造ったりしている種もいる知的生命体。神話の怪物から名前を付けられる事が多い。

#### 王冠種一覧
モービーディック
“太平洋の覇者”。太平洋に生息する怪物。輝くばかりの白磁の表皮を持つことから「白鯨」とも呼ばれる。西洋の大捕鯨時代を舞台にした小説に登場する、生存ではなく発展の為に絶え間なく行われた鯨の乱獲を終わらせる為に現れた星の意思、神の遣い、人類の罪の象徴といった様々な概念を内包して描かれた、捕鯨時代に反逆の意思を示した怪物に由来する名を持つ。
自発的に勢力圏を伸ばしている特に危険な種の1体。初めて確認されたのが250年前で、過去に潰した都市国家は小笠原の第二海上都市をはじめとして30を超える。大和民族が日本諸島で生きていく上で災害を超える災厄であり、その気になれば大陸を覆うほどの津波を引き起こせるとされ、極東都市国家連合が抑えなければ東アジアに群れが突入して海没大陸まで沈むと言われている。
極めて知能が高く、己の一族である群れで生活する。本来は日本諸島より遥か南の太平洋に生息する種族だが、海水の暖かくなる時期に日本近海まで北上してくる習性がある。
モービーディックの一族
モービーディックの子供たち。モービーディックからすれば幼体に過ぎないが、成体の体長は目測で30mを超える。
身体から生える膨大な本数の触手状の髭は、GⅨ級の巨軀種を軽々圧殺し、1本1本が戦車砲を軽くはじき返し、束ねれば廃塔を切断する程の力があり、機関銃を細かく撃ち落とすほどの精度を誇る攻防一体の武器にあたる。餌場を探す際は、鯨と同じように反響定位（エコーロケーション）という音波探索能力で位置を把握する。星辰粒子体を操る力も持ち、”敵“と認めた相手へ本気で対処する場合には、「星辰粒子体の実数化と虚数化を断続的に繰り返すことによって、差し引かれた質量が純消滅する」と定義される現象である「超過空間圧縮」を“アストラルノヴァ”の輝きと共に作り出し、周囲の物質を半ば無尽蔵に吸収、圧縮後には空間に亀裂が入る程の力の奔流を発生させる。
好戦的な種族ではないが、一度でも敵対したものは決して生かしては返さず、一族に逆らうものは徹底して滅ぼすという意思を持つ。兎に角大喰いで、一夜で都市国家の人間を喰らい尽くしたという記録がある。
1巻ではジャバウォックの暗躍で群れからはぐれた1体だけが先行し、北陸の海没地帯に迷い込んだことで“海獅子”や“白毛猿”の南下を招く。さらに20体以上の群れが東京周辺に集結、簡易隔離シェルターを餌場と定め開拓地を脅かすが、龍次郎の予備B.D.Aを借りた一真の奮戦でこの時現れた群れは壊滅した。
ジャバウォック
“不死の怪物”。人類退廃の世に於いて唯一“不死”と称される怪物。“不可視”、“透明化”といった特性を持つ神出鬼没にして正体不明の存在。強大な力を持ちながら自らの群れと己の領土を持たない孤高の種族。
極めて高度な知性を持つ知的生命体で、人類の言葉を解し話すことが出来、己の知性をひけらかしたい自己顕示欲が強い。しかし、人類が積み上げてきた歴史のことは非常に有用だと思っているが、人類を支配し飼育することを目的としており、共存はしても共栄は許さないという立場を取って、襲った都市国家は例外なく滅ぼしている。この思想は、同一の個体は存在せず、種としての繁栄の経験が無く、生まれた時から不死という命の完成形を得てしまった為に孤高を強いられたことによるもので、最強の生命体が独りで生き続けることの無意味さを知らず、自分より弱いものの努力が理解できない。他の種族を誘導する術や死骸を使って兵力を増やすことはできるが、一個の巨大な生物が支配権を持つだけの1世代で終わってしまう儚い為政であり、種としての繁栄と呼べるものではない。不死であり、生命の変性さえ容易く行えるので、命の価値観が人間とかけ離れている。
その本性は、全身の至る所にある瞳と、進化の系統が理解できないほどの蜿蜿たる巨角、歪に裂けた口、7つの爪先を持つ腕が特徴の醜龍。人の耳には耐え難い惨悽たる嗄れた声を発する。その巨体は白鯨一族の成体の数十倍はあり、尾を横に振って薙ぎ払えば都市の廃塔は1つ残らず倒壊するとされる。
「架空生命体」と呼ばれる架空粒子で体が構成される生物で、“不可視”は自己の存在を希薄にする能力に由来し、生命の虚数化・実数化の互換を可能とする強力な不可逆返還型の能力を持つ。この性質により、架空光子を用いた攻撃しか通用せず、それ以外の攻撃で負った傷は瞬時に「修復」する（再生ではない）というのが不死身の真相である。操る死骸の頭蓋に潜り込み、それを媒体にすることで虚影（シャドウ）を顕現させることも出来る。これらの特異性から、現代最強と名高いアーサー＝ペンドラゴンでも「戦いが成立しなかった」とされている。但し、架空光子が唯一の弱点で、B.D.Aに拠らない疑似架空光子を発する兵器の影響を受けてしまう。虚影の状態なら、特殊曳光炸薬弾を1発撃たれただけで死骸の再生も領域拡大も行えなくなる。
他の王冠種と違って生殖能力が無い。その為、自らの軍勢を築く手段は、「己の因子を死体に埋め込んで、己の手駒として乗っ取る」「己の手で生命を造り出す」「現住している他種族を取り込むことで勢力圏と支配権を手にする」の3つに限られる。死体の操作と疑似生命の創造は所詮人形劇に過ぎず、命ある勢力圏を築き上げる為には、コミュニケーション可能な知的生命体を支配・管理する必要がある。
自発的に勢力圏を伸ばしている特に危険な種の1体で、海没大陸での“蚩尤”との小競り合いに限界を感じ、己の領地を得る為に極東に狙いを移す。その間にモービーディックの一族を東京に誘導するなど暗躍をしていた。人類を配下にする手段を模索していた時、暴走する“大山祇命”により壊滅していた桜島観測所シェルターで、人間に殺されかけていた“天国一五号”に「三四を光指す場所へ連れて行く」ことを依頼され、契約の代価で得た彼女のマテリアルボディに取り憑き、三四と融合した“大山祇命”と共に自分の勢力を築き上げる計画を立てる。皿倉山に通じる渓谷の岩礁地帯を奪い、200人の死体と自作の怪物を利用した防衛線を再構築する。
天国博士の内蔵型粒子加速器と人造骨格から得たデータを元に大阪に向かい、人類の共存共栄を掲げる“アウルゲルミル”を破壊し、海没大陸で手に入れた“饕餮”や“合寙 ”の死骸を操り、“アウルゲルミル”と接触した可能性のある一真を狙って物見遊山のつもりで大阪シェルターへ攻撃を行う。一真に“饕餮”の頭蓋を破壊されたことで真の虚影を晒され、激昂して“ジャバウォックの樹海”を展開。棒立ちのまま一真を圧倒するが、特殊曳光炸薬弾で死骸の再生を阻害されて顕現を保てなくなり、通天閣から水幻蝶を操っていた“合寙 ”も那姫に撃破され、これまで経験したことのないほどの抵抗に感心して撤退した。
その後、救援に来たシャンバラ艦隊を九州総連の装備で奇襲、皿倉山の渓谷に上陸した一真を騙し、自らが乗っ取った天国博士の身体で三四と共に霧島連山地下シェルターに侵入を果たす。技術班である遠征軍第三部隊を圧倒したが空間跳躍で救援に来た王に翻弄され、地下の崩落によって取り逃がす。地上脱出後、桜島にて三四に形状保護を施した上で1年かけて死なせることなく菌核と融合させようとしていたが、生きるより悼まれながら死ぬことを望む彼女に提案を拒否され、一度は三四を取り込んで新たな知性体として進化するであろう巨大菌核を導こうとした。だが、天国博士が語る「光」になったのが日番谷姉妹だと理解したことで戦いから手を引き、巨大菌核を割って三四の救出を助ける。そして、契約の不履行を理由に蘇生させた天国博士のボディを手放すと、王に宣戦布告してその場から立ち去った。
ジャバウォックの樹海（Monsters dense forest）
ジャバウォックの“固有宇宙観”。強者による支配を謳う価値観がそのまま反映されており、力の無い者は生死を選ぶ権利も無く、個を保つことすらできない不死の領域。生命の循環を、物質の変換を、星の新生を息を吸って吐くように可能とし、草木は急速に成長と自壊のサイクルを秒間7回で繰り返し、限界を超えた減圧により真空を作ることで物理法則上は迷信とされる体液の沸騰が始まり、劇的な環境変化に耐えられずに死亡した生物は異形の怪物へ転生させられ、怪物は破壊された数だけ無制限に増えていく。
大山祇命（オオヤマツミノカミ）
日本神話から名を借りた種。現在の極東の遺跡の至る所から生えている、大量に粒子結晶を取り込んで無制限に成長した、高さ数百mの巨大樹。140年前に出現し、近年まで天悠種に分類されていた。「山積様の大樹」「山積樹（ヤマツミノキ）」とも呼ばれる。本来は自然と共存共栄の道を進む進化を続けており、過剰な暴食に意味を見出していないのか大地の質量を無限に吸い上げることはしない。塩耐性が極めて高く、海水を浄水に換える働きがあり、樹が溜め込んだ浄水は貴重な生活水として役立っている。そのため海上に生えている山積樹は無断で破壊してはならないという取り決めがあり、巨軀種も無闇に傷つけない。その正体とは巨大な1本の大樹であり、海面から出ている幹は初めから全て繋がっている。普通の植物と同じく日中に活発化する性質がある。瞬時に再生する能力を持つため、斬撃は効果が薄い。
単体なら極めて強力なだけの天悠種に過ぎなかったが、後述の巨大菌核に寄生されたことで13年前の印度洋海商協定締結時に暴走を起こし、寄生先の“大山祇命”を無理やり成長させる為に乱獲を行わせた為、極東と九州総連が総力を結集、居合わせた海賊王も巻き込み、最後は“天逆鉾”を使って活動停止させることになる。これにより、菌糸類と融合した“大山祇命”は天悠種から王冠種へと変更されることになる。活動を停止させるには、水分を吸収する根に近い部分に鎮静剤を撃ち込まなければならない。
巨大菌核
結晶化した直径30mを超える菌核で、桜島から生える全長4300mの“大山祇命”に寄生している。海没大陸産の冬虫夏草に近い菌糸類とされ、生物・植物問わず原生生物に無差別寄生する強靭な感染力と適応力を有する。
心臓を核に菌糸による擬似生体回路を形成、脳神経を支配して“人の死骸を操る”性質を持つ。さらに中大連、シャンバラ、EU連合という世界的な規模で、「人類だけ」に感染する、短期間で終息しなければ人口が2割減少していたとされる奇病をも引き起こしている。知的生命体ではないと考えられるが、己の苗床を増やすことで急激に勢力を伸ばせるポテンシャルがあり、意思の統率が必要ない分、拡大速度は他の王冠種より上とされる。
人間以外では唯一“大山祇命”を巨大な肉体として操ることができ、普段は本体に“大山祇命”の幹を何重にも巻きつけて身を守る。菌糸類に寄生された“大山祇命”は、捕食行動時に巨大な根を武器として、目標地点全域に枝を張り巡らせて網のように覆い、枝の先に粒子を凝固させた刃を付与して頑強な鱗を貫く。さらに海水を吸い上げ、流体操作によって50mを超える大樹と海水の巨人を造り出す能力も獲得した。深緑の巨人は体のほとんどが海水で構築されているため、胸部や胴体に大きな損壊を受けない限りは即座に自己修復して復活する。非常に成長速度が早く、黄金色のアストラルノヴァと共に架空光子による電磁パルス攻撃を行うことで精密電子機器を破壊し、濃霧を発生させることで電波通信の妨害を行い、一真の攻撃を模倣し底無しの粒子量に任せて同様の光撃を一真以上の速度で連射する。その上、自身が寄生した部分を、全長4300mの大樹の巨龍とも言うべき姿に変形させて移動能力をも身に付けてしまい、海中を移動し電磁パルスで戦艦を機能不全にする怪物と化した。加えて本体の硬度は極めて高く、人類最強戦力であるカルキの“ブラフマー・アストラ”では傷も付かず、王が直接拳を叩き込んでも亀裂が入るだけで、少々の傷なら自動修復する。
この菌核は遥か昔に実験台となって死亡した少女が元になっており、最奥部には人型のオブジェが残っている。実は最初から意思が存在しており、明確に人類への悪意と害意があるとしか思えない行動を見せたのは、少女の人類に対する怒りと孤独、“人間を赦さない”という意識が根底に眠っている為である。
同じ境遇の三四が実験材料にされそうになっているのを認識すると、彼女を救おうと無意識に“大山祇命”を操って桜島観測所シェルターを壊滅に追い込んだ。その後、菌核に融合した三四の説得にも答えず、人類への復讐を果たすために一真を退けて鹿児島湾に向かおうとする。だが、神経の集まる場所に“天叢雲剣”を突き立てられて動きを止められ、日番谷姉妹が三四を救出し、一真と那姫に“天叢雲剣”で菌糸を全て焼き切られた直後、シャンバラより放たれた“トリムルティ・アストラ”を浴びて“大山祇命”ごと跡形も無く消滅した。
ヴァリトラ
“悪王”。自発的に勢力圏を伸ばしている特に危険な種の1体。
2年前にはシャンバラの存亡をかけたグリドラクータ海戦を引き起こすが、極東、中大連、シャンバラの東亜細亜の大連合軍との戦いで、カルキによって深手を負わされ撤退した。
ダジボーグ
“北極の獣王”。自発的に勢力圏を伸ばしている特に危険な種の1体。
リントヴルム
“赤道の空王”。自発的に勢力圏を伸ばしている特に危険な種の1体。
圧力操作型に偏っており、すれ違っただけで船の船員が全員気絶するほどの力を持つ。
蚩尤
“海没大陸の畜帝”。自発的に勢力圏を伸ばしている特に危険な種の1体とされ、他種族を取り込んで支配権を広げてきた王冠種。天悠種の“饕餮”などを配下とし、異名の通り海没大陸に他種族混合の大帝国を築こうとしている。
崑崙山に侵攻しており、中大連にとっては国土を西から脅かす宿敵である。以前から人類と比べれば稚拙とはいえ様々な武器を使っていたが、近年技術が急激に進化していることから、“ウロボロス”の技術協力を受けていると考えられている。
かつて個として自分に挑んだジャバウォックを、鍔競り合うこともなく、玉座から立ち上がることすらせずに退けている。
ペンドラゴン
“赤龍王”。自発的に勢力圏を伸ばしている特に危険な種の1体だったが、アーサーに倒されている。

#### 巨軀種一覧
大蜘蛛
昆虫型の巨軀種。8つの赤い目と、鉄骨に見紛うほどの8本の極太の足を持つ蜘蛛。身体は軽く見積もっても5m、節足を入れた全長は20m。四肢の一つ一つにクレーン車並みの怪力が込められている。強力な粘着性と強靭さを秘めた白い糸で縛り上げ、牙の下に隠した毒針から分泌する神経毒で自由を奪った餌を巨大な顎で咀嚼する。さらにその毒針は砲弾の如く撃ち出せる。
東京港トンネルの換気塔を住処にして、室内に糸を張り巡らせていた。しかし超人的な視力を持つ一真に発見され、本能的に抱いた恐怖心から彼と交戦するが、足を腕力で引き千切られたため逃亡、大樹の根に潜んで仕留めようとしたが、天を衝くほどの光の粒子の柱で撃ち抜かれ消滅した。
白毛猿（シルバーバック）
巨軀種の1種。四肢が長く、全長は3mはあるGⅢ級の白毛の類人猿。一撃で巌を砕き、都市に甚大な被害を及ぼす。北陸の支配者。近づけさせさえしなければE.R.A兵器で十分対処できるため、さほど恐ろしい種族とはされないが、30年前には群れで襲った戦艦を一刻で沈めたと記録される。
海獅子（オリエントシーサー）
関東から北陸まで広く群れを形成する巨軀種。首の周りの長い体毛と、朱色に輝く結晶粒子体の鰓、赤褐色の身体と鋼鉄の鱗を持つ海棲類。群れの長は雄が務める。肉食でかなり危険な巨軀種。多くはGⅢ級だが、GⅥ級になる個体もあり、GⅨ級からさらに巨大なGM級まで存在する。
また、音響兵器の音波を受けて興奮状態になる新種も発生している。流体の結合緩和や、摩擦操作を行い亜音速で遊泳する。15m以上の巨体を誇るGM級は体内に高純度結晶体を溜めこみ、鬣には鉱石の様なものが光り、硬質化した鱗は多脚型戦車や機関銃の一斉掃射を弾き飛ばす。加えて知能の高い百戦錬磨のGM級は、口内で超圧縮した水流と建造物の瓦礫を放出することで敵を迎撃する。
多頭蛇（スキュラ）
巨大な多頭の蛇。蛇型の巨軀種の特性であるピット器官を持つ為、赤外線を認識する能力がある。右の腹部に神経毒を溜め込む毒袋を持ち、一息でも吸ったら体が麻痺してしまう。さらに口内からは反射性の高い結晶粒子をばら撒き、赤外線阻害で誘導弾の照準を狂わせる。複数の首を超過密度の心臓1つで動かしている。鉱質の鱗に身を包むが、身体構造的に背に乗られてしまえば反撃の手が極めて少なくなるという弱点がある。
西洋種であり、本来は日本諸島には生息しない。しかし、DM級の全長20mを超える個体が大阪一帯の支配者として君臨していた。
欽原（チィンエン）
海没大陸に生息する、飛翔する死虫巨軀種。その正体は幻獣種“合寙 ”が流体操作の能力で作り出す擬態虫。
水幻蝶（すいげんちょう）
“ジャバウォック”が操る“合寙 ”の遺骸が生み出した個体。元の“欽原”が生み出すものにアレンジが加えられており、海水で造られた青い胡蝶の姿を持ち、水を乖離させて水素爆発を起こすことが出来る。

#### 幻獣種一覧
飛翔蛙（F・リーパー）
外見は翼と牙が生えただけの蛙で、小さな爬虫類型の幻獣種。種名に“死神”と付いている通り、大気に触れると強力な致死性の気体に変わる毒を上顎の少し上にある毒袋の中に持つ。本来は日本諸島の原生種ではない。
スカイフィッシュ
虚数生物と呼ばれる幻獣種。全身が架空粒子で構成される架空生命体で、架空粒子と虚数空間を食い破る、不死身の生命体。大鎌の様な刃を4つ持つ蟷螂のような生物。普段は不可視で、捕食攻撃の一瞬だけ実体化する。全長は大きいもので4mに達するが重量は殆どなく、物質界に於ける摩擦や抵抗を零にしている反面、影響力は極めて希薄で武器は鋭利な刃物だけ。また、身体構造上、突き技が使えないこと、懐に入られれば身を護る術がないことなどの弱点がある。消滅させるには架空「光子」による減衰干渉が必要であり、それ以外の方法で倒してもいずれ復活する。
合寙（ゴウユ）
海没大陸に生息する、津波を呼ぶ強力な流体操作型の大海幻獣種。蜷局を巻く爬虫類型。擬態虫“欽原”を作り出すことが出来る。架空粒子を放出して視覚情報から遠方を確認する能力があり、約5km超の射程で擬態虫を操作出来る。

#### 天悠種一覧
饕餮（タオティエ）
揚子江より現れた天悠種。首から下は人間の姿に似ているが、鋼殻を思わせる堅牢な頭蓋と、獲物を睨みつけるように光る左右6つの複眼、角のような形状をした頭上の突起物が特徴。海没大陸に生息する王冠種“蚩尤”の配下。
2年前に中大連により討伐されているが、その死骸がジャバウォックに利用されている。
迦具土神（カグツチ）
かつて日本諸島を席巻した天悠種。粒子を熱線の様に放出する能力を持っていた。遠征軍を苦しめたが、駆除されている。

### 地理
都市遺跡（ルインズシティ）
有機流体物質を混ぜた塗料で特殊化合された形状補修混凝土（コンクリート）は、大気中に過剰散布された星辰粒子体を吸収して修繕機能が働いているため、建造物は野晒しにされていても完全には風化せず形あるまま保管されている。
海底に沈んだ地下遺跡は震度が深すぎること、崩落している場所や巨軀種が巣を作っている場所、火山灰で使えなくなった入り口が多く存在することなどから地図を作るのも安全なルートを見つけるのも大変な労力を必要とする。
日本諸島
300年前の大崩壊の時から沈下と浸水が始まり、日本は列島から諸島と呼ばれるようになる。かつての日本政府は莫大な資金援助と引き換えにシェルター開発に命題を与えており、海上都市シェルターを小笠原諸島、海中都市シェルターを北陸地方、地上都市シェルターを関西地方、地下都市シェルターを九州地方で請け負い、研究開発が推し進められていた。大崩壊の時に環境制御塔の暴走が原因で本土にある富士山や桜島など7つの火山が破局噴火を起こし、日本諸島は200年間、断続的に火山灰に覆われ、その影響で長期化する寒冷、地軸のズレと気候変化、食料不足と水位の上昇により本土は人の住めない土地になる。
大崩壊の生存者は小笠原基地、淡路島、北海道、桜島観測所の4カ所にあった超大型シェルターに避難し、巨軀種や幻獣種の出現でシェルターから離れられなくなった。現在の人類の生存圏は小笠原諸島と東京、大阪、桜島の4つしかない。なお、環境制御塔とは独立した生存圏保護システムの粒子体による海流制御により、東京、名古屋、大阪の様なかつての100万都市は海に沈んでいても水深が浅くなっている。中国地方の山岳には人跡未踏地域が数多く存在し、海に沈んだ山陽本線は山陽海道となって、海上ルートとするために音響兵器が設置されている。また、瀬戸内海の広さも300年前の3倍に拡大している。
災害大国として様々な天災に備えていたため、大崩壊の時に崩れ去ってしまった建造物や海に沈んで腐敗した木造建築もあるものの、多くの都市が300年前のまま維持されている。日本諸島の海上都市は世界でも数少ない、完全な形で保存されている都市遺跡で、旧時代から現存する廃塔群を見られるのは他に2か国しか存在しない。多くの記録媒体や文明の名残が海中に沈んでおり、前時代の洋酒や仏像は貴重な財産として国外で取引されることもある。
30年前に極東都市国家連合が結成されるまでは、とてもではないが国と呼べるような集団では無かった。
極東都市国家連合
日本都市国家群を纏めている組織。通称・極東。30年前、太平洋遠征軍を率いる倭田龍次郎たちが声明を出して結成された。
極東都市国家連合では為政を司る執政機関を“海洋遠征軍”、“小笠原執政会”、“相良商会”という3つの区分に分けて運営し、此れらを総じて“極東三頭会”と呼ぶ。東京と小笠原を合わせた総人口は50万人で、近年は関西武戦と九州総連に分かれてから特に人口が厳しく火の車になっている。人口の少なさの割に都市国家として一目置かれているのは、生産力、第三国立国会図書館、海上戦闘能力の3つの点による。
急速成長する中華大陸連邦や“太平洋の覇者”の圧迫を受けており、大和民族は他の都市国家に吸収されかねない状況におかれている。過去の技術が完全に失われた訳ではないが、技術開発に手を回す人的資源が足りず、B.D.Aを独自開発するだけの余裕がない。東京移民決定時から大和民族統一を目標に掲げているが、中華大陸連邦の横槍とジャバウォックによる九州シェルターの破壊の影響で、食料備蓄が不十分なまま民族統一を急速に進められようとしている。
今でこそ穏やかな気性の者が多く、仲間想いで情に厚く、緊急事態には団結するだけの力がある。しかし、情勢が不安定だった頃は不安や不満の捌け口として遠征軍を使うような国であり、15年前に龍次郎が片腕を失ったことで、国民全員が踏ん張るしかなくなったから、団結せざるを得なかったという皮肉な事情も存在する。
海洋遠征軍（かいようえんせいぐん）
極東都市国家連合で軍部総括を行う組織。巨軀種や幻獣種との戦闘と防衛が主体の組織。大崩壊後の救助活動で壊滅的な打撃を受けた海上自衛隊を前身としており、300年前に母体が出来たばかり。使っている技術や船は小笠原諸島の旧日本基地に有った物を改修したもの。軍服も海自の制服に似た純白のレザージャケットで、これは星辰粒子体を含む獣の皮から作られた合成皮革が原料となっている。
主だった活動は最長3カ月にもなる太平洋遠征で、モビーディックの脅威に晒される都市国家の防衛に不可欠とされる。将官候補生は中距離の遠征、及び集積地か図書館への就労が義務とされている。
15年前に執政会の指示でモビーディックと絶望的な戦いを行って大打撃を受け、その後に再編されて組織のトップが入れ替わった。
軍備が整っていなかった頃には龍次郎の才覚に頼り切った戦略しか打ち立てられない暗黒期があり、その時代は戦力不足を補うために古参兵が肉体を切り落として戦闘能力を向上させることしかできなかった。
赤服
海洋遠征軍の特権将位。彼らが着る真紅のレザーコートに由来する名称。場合によっては外交官も担当するなど、都市国家の運営のあらゆる場所で活躍する要職。
“日出国の希望”であり、遠征軍の白い制服と合わせて、かつて極東の地に靡いたという“日出国の国旗”から準えている。
有事の際に命がけで国を守る代価として、再現部門への割り込み、好きな時に好きなだけ飲食できる、広い個室を与えられる、娯楽施設を無償で利用できるといった、平時に不自由なく生活する為の複数の特権が与えられる。
海洋都市開拓部隊
非戦闘部隊の第四部隊などを含め、全一四部隊から成る連隊以下、大隊以上の組織。1巻以降、更に一五部隊が新設されている。人員は1500人強。主な目的は日本諸島での生存権拡大と、貴重な文明の記録を保存、或いは発掘することで、これを理由に海商協定で支援を受けている。普段は都市遺跡の補修や警邏を行う。半分くらいは民間組織であり、平時では相良商会の影響力が強いが、有事の際は指揮権が遠征軍に移る。遠征軍より比較的危険が少ないので、若い世代は開拓部隊に回されることが多く、平均年齢は10代後半から20代後半までが多い。
部隊長の就任基準は粒子量が130万、適合率が13%以上、それ以外は例外的な個人の能力を加味する。
遠征軍のトップが入れ替わった時期を境に着手できる部分が広がり、発掘されたE.R.A兵器で防備が固められ、生活に余裕が出来、若い世代が文明復古に手を付けられるようになって、廃塔などを人が住めるように造り変えている。
東京開拓第三部隊
B.D.Aの開発整備を任される部隊。部隊長は立花。一部例外を除き循環係数の低い人間が回される後方支援の部隊であり、男性のみで編成されている。男女の出会いが全くなく、出世の機会もなかなかない為、良い縁談が来ることも滅多にないという悲しい男たちが集う。
東京開拓第四部隊
文明復古を任される非戦闘部隊。部隊長は千尋。
東京開拓第八部隊。
戦車や戦艦、及びE.R.A兵器の整備を主な仕事としている部隊。部隊長は桂井。
東京開拓第一五部隊
東京開拓部隊に所属する者たちの中から少数精鋭で造られた15番目の部隊。開拓部隊の中でも極めて少ない人数で構成されているものの、全員が各分野で突出した能力を秘めている。部隊長は一真だが、一四部隊の統括を務める那姫の直轄部隊であり、彼女が事実上の指揮官を担当する。
小笠原執政会（おがさわらしっせいかい）
極東都市国家連合で、東京開拓地、小笠原基地、関西要塞都市の政や技術管理をしてきた組織。
相良商会（さがらしょうかい）
極東都市国家連合で都市遺跡の開拓、物資生産、配給を賄い、国家間の交渉と自国の農林水産を背負う組織。生産と配給を担う為、平時では開拓部隊への影響力が強い。今でこそ商会と呼ばれるが、元は都市遺跡を人の住める様に拓いた開拓部隊の兄弟組織であり、農林水産の管理を請け負う組織。商売相手は主に他の都市国家。
東京開拓地
日本諸島にある人類生存圏の1つ。龍次郎のもと、30年前から小笠原基地シェルターからの本格的な移民が開始された。現在、ようやく都市国家らしい形になり、海没大陸との流通交渉や地方都市との民族併合が始まった。総人口は15万人。
遠征軍が30年かけて外敵の駆除を行ってきた成果で、都市国家に近づく好奇心の強い巨軀種はかなり少なくなってきた。
未開地には海洋遠征軍が非公認の侵入を禁止している。都内では掘り出し物の多い、執政機関のあった中央区や、富裕層のあった港区の遺跡や歓楽街がその対象。
第三国立国会図書館
数百万冊にも及ぶ膨大な書籍資料を保存していた日本列島最大の情報集積地であり、同時に研究施設兼情報統括局。古典、伝統文芸、一般書籍、邦楽、洋楽の様なサブカルは勿論のこと、国が研究している環境保護技術や水質改善技術や製鉄技術も納められ、東アジアでも屈指の超巨大情報集積地となった。故にその防備や災害に対する備えは並ではなく、発見された図書館の中では唯一完璧な状態で保存されていた。
国が滅んだ後のことを憂いた300年前の文化人が、シェルターの外にも託した故国復興の鍵の1つであり、知識の集積地としての役目を担っていた。300年前の生きた情報、文学、教養、技術が全て保存されていることから極東連合に生きる全ての者たちの希望の1つとなっている。星辰粒子体の研究は勿論のこと、古い書物の再生や解読、マイクロフィルムの様なローカルデータの復元、失われた技術の実用再現など、様々な研究が行われる。
小笠原基地
東京から南に1000kmほど離れた地域にある諸島群・小笠原諸島に築かれた人類の生存圏。300年前は日本の海上基地に加えて、マリアナ海溝に聳え立つ環境制御塔のある地域の中継地域として指定された事で海上都市開発が行われ、超大型シェルターの1つが造られた。
本土から遠く離れていたおかげで、300年前の噴火でも火山灰の影響を受けず自給自足が可能だった為、大崩壊から逃げ延びた関東地方の人々を受け入れることが出来た。しかし、人口数が少なかった為に、カルデラ海流に守られた東京や大阪とは違って環境制御塔の脅威による津波と海面上昇の被害が直撃し、都市シェルターの外にある人造物は軒並み砕かれて倒壊した。以来300年間は常に人口の圧迫を受けており、海面の上昇から逃れるために次々と建造物を積み重ねたことで、外見より機能美を重視した大崩壊以前の台湾やシンガポールにあった都市より滅茶苦茶な積み上げ方になっている。300年前に造られた建築物は既に海に沈んでおり、東京よりも深い場所まで都市遺跡が広がる特有の景観を持つ。南区は第三国立国会図書館に残された資料を元に過去の娯楽を再現した慰安施設（あるいは歓楽街）となっている。
現在の人口は35万人。30年前からは東京へ移民を派遣しているが、人口の圧迫が深刻化している。“大山祇命”との戦いの後は九州から40万人を受け入れる。
シェルターは海底40mまで街を覆っている。ただ、覆いきれていない南側の海底遺跡から時折巨軀種の侵入を許すほか、同時に船が何隻も入港するタイミングでシェルターを解除した場合に偶然内側に入ってしまう事がある。
過去に一度も大陸と繋がったことが無いので、300年前と同様、小笠原諸島で発生し小笠原諸島だけで進化の系譜を重ねてきた生物が数多く生息しているという特殊な環境を持つ。そのため、環境を研究していくことによって巨軀種の進化の系譜が解き明かされるのではないかと期待もされており、故に驚異的な成長を遂げた個体以外はなるべく命を奪わない必要があり、研究の為にも大規模な狩りは出来ない。
リヴァイヴァルセンター
南区の歓楽街にある、この時代におけるデパートのような施設。完成は数年前。赤服は特権により無償で使用可能だが、普通の人は労働誓約書を書いてから中で遊んだり、新しく作られた衣類の配給品を選べる仕組みになっている。
大樹海域（ランドマングローブ）
関東都市遺跡群にある海上都市遺跡の1つ。300年前には横浜だった場所。名前の由来は、日本で2番目に大きい廃塔（ビル）のランドマークタワー。
九州総連
九州地方をまとめる組織で、都市国家は桜島観測所。元々火山地帯が多かった九州地方には、桜島観測所と霧島連峰の2つの地下シェルター都市が造られる予定だった。大崩壊では桜島が破局噴火を起こし、南九州に桜島カルデラと呼ばれる巨大な窪みが生じ、その時の火山灰は120年もの長きに渡って九州、四国地方、中国地方、関西地方に降り注いだ。
シェルター内の生存領域を十分に確保できていたことで、300年前の着物の染色技術や畜産文化がそのまま残っているという特色を持つ。畜産物の文明復古に力を入れていて、豚や牛を始めとした畜産動物が牧畜され、特に牛の畜産は新合衆国以外ではここでしか行われておらず、チーズやバターが名産品として出荷される。かつては効率的な繁殖と製造（クローン）研究といった些か非道徳的な研究で食糧危機を乗り切った過去があり、昨今は自己繁殖に任せているものの、非常時の備えとして研究自体は続けられている。現在でも関西より過酷な土地と言われており、シェルターなしに生きていくのは2ヶ月が限界とされる。
保有する超々高濃度結晶体“天逆鉾”で巨大菌核に寄生された“大山祇命”の活動を封じている為、これがないと九州総連が間違いなく瓦解するとされている。14年前までは極東とも親交があったが、最近は相良商会が稀に物々交換に向かうだけ。
桜島観測所
九州総連の中心都市であり、300年前、南九州の端、旧鹿児島県があった場所に建造されたシェルター都市。2つの活火山が極めて近い位置で隣り合わせになっている桜島は、年間200回以上の断続的噴火を行うなど既に破局噴火の予兆を見せ始めており、当時から有数のジオパークとして注目度を集めていた。桜島観測所に並ぶ火山研究施設はアメリカのイエローストーン研究所しか存在しなかった。噴火を未然に阻止する技術の研究成果をシェルター開発に活かせていた為、桜島観測所のシェルター都市は急速に進化、開発資金を潤沢に得られたことも幸いして、世界的な火山活動の研究都市になりつつあった鹿児島県の人口は3年で130万人から250万人にまで膨れ上がった。
現在は北九州に位置し、人口は40万人。超大型シェルターの中で一番大きく、自給自足の設備が整っていたお陰で、逃げ延びられた九州在住者を受け入れることができ、火山灰の脅威に対して閉じ篭って耐えてきた。2巻で天悠種“大山祇命”によりシェルターが破壊されたため、霧島連山へ受け入れ要請を行っている。
施設の奥底には“Amakuni”のマテリアルボディを生産するための培養施設が存在する。
桜島本体は、鬱蒼と生い茂る木々と巨大な根が張り巡らされた大密林活火山と化している。環境制御塔によって制御されて粒子が集まりやすい環境にあった為、粒子結晶が多く造られやすい。
天の岩戸
桜島の地下中心部に造られた頑強な部屋。桜島の火山活動を見守る為という名目で造られているが、実際は“天叢雲剣”を安置している場所である。“大山祇命”の根に侵食された鋼で出来た物々しい巨大な壁と通路が続き、道中には何重にもセキュリティがかけられており、最後の巨大な扉は皇族直系の存在が生体認証されることで開く。大崩壊後、300年間秘匿されたまま存在し続けたが、皇族直系の那姫が極東に帰還したことで開放された。
霧島連山
霧島火山群と呼ばれた火山地帯が存在していた地域に秘密裏に開発されていた都市開発モデル。元々大きな山が多かったおかげで海没を逃れた。
地上部は薄い膜状の有機流体物質で包まれ、そこに山肌のホログラムを張り付けている。さらに地下シェルターに繋がる搬送用エレベーターは、戦艦をまるごと運べるほどに巨大。地下でありながら“天逆鉾”から放たれる太陽にも似た光で照らされ、数十㎢以上の面積がある均等なドーム状に切り抜かれた空間が広がり、居住区としても活用される7つの巨大な支柱で支えられる。大山祇命の巨大な根から溢れ出た真水が堀のように陸地を覆い、青々と茂る大地には家畜が放し飼いにされており、地表に出る必要もなくこの空間の中だけで衣食住が完結しているので、地下都市で生まれたものはここで生涯を終えていく。蟻の巣のように掘って広げられた空間もあり、最大で20万人まで収容可能。
この場所は外部の人間にはまず知られておらず、桜島観測所の住民でも知らない者が殆ど。
鹿児島中央駅
鹿児島の都市遺跡の1つ。屋上に聳える観覧車のゴンドラは風に揺れ、市電の軌道敷緑化事業の名残で水底には緑の道が見える。
関西武装戦線（かんさいぶそうせんせん）
日本諸島の中腹にあり、関西地方を纏め上げる都市国家。現在の人口は12万人。かつて大阪だった場所に位置する。極東と東アジアを結ぶ要塞都市で、光を透過する程度に粒子を凝固させた薄い膜で包み込むという、団粒構造シェルターの外殻によって守られており、神戸重工の遺跡から回収した製鉄・調合・兵器の製造ラインを用いて戦い続けている。元が100万都市なので水深は約10mと浅い。梅田集積施設は周囲を複雑な海流と音響兵器に囲まれている為、異常進化した海の獣たちが侵入してこないように、大気中の粒子で自動防衛を行う粒子防壁やE.R.A機関を搭載した環式戦艦を20隻以上保有し、防衛網を敷いている。物資が集まる一大集積地として有名な大阪駅周辺は、海道を挟んだ街と街の隙間に網目の様にぶら下げられた露天商が見られ、渡し船や海上バスの行き来が盛ん。
コスモスクエア
関西の海上遺跡都市の1つ。大阪府咲洲庁舎（WTCタワー）と呼ばれた廃塔が傾きつつ樹に支えられている。バブル崩壊後、様々な開発がストップして多く余った空き地を政府機関が買い取り、バブル崩壊直後1990年代から粒子体研究所が「秘密裏に」差し込まれていた（粒子体研究開始の政府公式記録は2010年初春）。
コスモスクエア研究所は“アウルゲルミル”が管理する“環境制御塔”の第一管制室であり、国際経済振興センターの遺跡の地下深くに架空粒子の浸透を全く通さない隔絶空間として隠されている。300年間閉鎖されたままとなっており、西業不知火の後継人である一真が辿り着いたことで解放されるが、間も無く“スカイフィッシュ”の攻撃を受け海中に没した。
岬の廃塔（みさきのビル）
関西の都市遺跡にある居住区内の公的憩いの場。開拓民と開拓部隊の双方の盛り場として造られた。元は大阪でも指折りのショッピングモールで、35階までが浸水している。文明復古に手がつけられるようになった15年前から整備が進められ、土台が300年前の遺跡だとは思えないほど内装が綺麗に改装されている。最上階には国営慰安施設である“海鷗亭（うみかもめてい）”がある。
梅田地下迷宮（うめだちかめいきゅう）
大阪駅の地下に広がる、総面積7万7000㎢ともいわれる巨大な商店街通路の都市遺跡。庶民的な衣服から高級な装飾品まで扱っていた為、思わぬ掘り出し物が見つかることも多く、海底熟成された洋酒には破格の値段が付くこともあり、今でも一攫千金を求めて多くの人間が潜っている。300年前の蜘蛛の巣のような地形は健在で、最近ようやく地図が完成したものの、安全な探索ルートまでは分かっていない。

海没大陸（かいぼつたいりく）
300年前にユーラシア大陸と呼ばれていた地域。地質的にも極めて恵まれ耐震・免震構造に対する技術が街に適用されていなかった上海や北京は軒並み瓦解し、大崩壊で山脈を除く全体の8割が海に沈んでいる。100万都市が存在していた地域は浅い海域だが、日本諸島の様な都市遺跡は殆ど残っておらず、全て崩れ去って海の中と言われている。元より人口が多かったが、周囲が海に沈んでいる為に、様々な種と生存圏が重なり合ってしまい、300年という長い歳月の中で次々と淘汰され、滅んだ都市国家は実に70を超えた。
中華大陸連邦（ちゅうかたいりくれんぽう）
第三の人類最強戦力・王凯龙 が治める、東アジアに於いて最大の都市国家。列強三大国の1つ。日本諸島近海にある唯一の100万都市（ミリオンシティ）を擁する、東アジアで最も人口数が多い国。破局的大噴火が予想された際、大都市を改造するのは不可能と即時に判断して大量に造った、耐震性と免震構造を取り込んで山に作られたシェルター都市が元になっている。
掲げる国旗には5つの星が記されており、成し得た功績によって星勲章を付けることが許されるという制度がある。5つ星は総統である王凯龙 、4つ星は国家にとって欠かすことのできない大戦力と評された側近たちに与えられる。国家憲章の冒頭には“人民を束ね、蒼き星に今再び人類の時代を取り戻さん”という一文がある。
極東が生産した有機流体物の6割を買い付けて兵器運用している。また、統一した文化を持つことで結束力を高める為、民族文化の復興に力を入れいている。
なお、人外の怪物たちの分布図を示した山海経という古典に由来して、中華大陸に生息する怪物には王冠種以外にも神話上の生物の名が与えられている。
秦嶺（シンレイ）
中華大陸連邦の首都。秦嶺山脈の山頂に造られた山岳都市。今も堅牢なシェルターに守られている反面、海没から逃れた巨軀種たちと日々苛烈な戦いを強いられている。
黄龍（こうりゅう）
中華大陸連邦の誇る最強の機甲師団。国防の中枢を担う部隊であり、総帥・王凯龙 が自ら最高司令官を務める。全長3mの機甲兵で構成され、機動性と隠密性の低さを、静雨の空間跳躍による支援で補う。
海洋国家シャンバラ
印度洋に栄えている列強三大国の1つ。統一した文化を持つことで結束力を高める為、民族文化の復興に力を入れいている。まだ10代のミリオン・クラウンが2名、最強の燃焼型である第十の王冠カルキと、神の目を持つと呼ばれる世界でただ1人の架空光子演算型の使い手クリシュナが所属している。極東が最も親しく付き合ってきた同盟国。
EU統一国家群
列強三大国の1つ。通称・EU連合。300年前とは少し造形が変わっているものの、12の星を鏤めた欧州旗をそのまま使っている。統一した文化を持つことで結束力を高める為、民族文化の復興に力を入れいている。
プロパガンダとして偉人たちの襲名制を用いており、襲名者は親しい者たち以外には本名を明かさない。
人類最強戦力で初めて王冠種を倒したアーサー＝ペンドラゴンが所属する。“関西武装戦線”以外で半永久駆動炉搭載艦を20隻以上保有している国でもある。
“ウロボロス”に支配される新生ローマ教会から多大な影響を受けており、13年前に発生した巨大菌核が原因の病魔を海賊“アルカディア”の仕業だと吹き込まれ、10年前には復讐の大義名分で海上都市を焼き払った。
ラウンドナイツ
EU連合が保有する少数精鋭で造られた12人の武装集団。団長は人類最強戦力のアーサー。アーサー王物語に出てくる円卓騎士から名付けられている。新生ローマ教会のお抱え集団でもあり、「神聖騎士（テンプルナイツ）」とも呼ばれている。西洋最強の武装集団とされ、戦闘能力は最低でも内在粒子量が350万という猛者揃い。

新合衆国
日本の九州総連以外では唯一牛の畜産を行なっている。160年前から、暴走した上級管理AIの王冠種と戦い続けている。

アルカディア
人類最後の砦として建設された決戦型海上移動要塞都市。“ウロボロス”の目的を突き止め、世界を守る為に多くの研究開発、資金集め、そして利権の保護に走り回ったが、惜しくも敗れ去った者たちが、人類の種の保存という名目で建造した。上船者は、「王族・皇族といった各国を象徴する貴種の末裔」「各国の政府高官・及び海上移動要塞都市に多額の出資をした企業の末裔」「犯罪歴の無い一般公募の中で選出された者の末裔」「秘密裏に、世界の破滅を防ごうとしていた者の末裔」の4グループに分かれていた。長い年月が経とうとも志を廃れさせず敵を忘れない為に、世長い年月の中で尊き血筋と戦士の血筋は溶けあっていき、世界の滅びに立ち向かった意思は血の中で生き続けることになる。
都市の護りを突破できる兵器・生命体・概念は300年前にすら存在せず、王冠種でもたやすく突破することは不可能とされていた。しかし10年前、外部の組織に存在を認知してもらい、共に生きていくことを考えていた矢先、情報が外部に漏れて3日としないうちに“ウロボロス”に唆されたEU連合によって滅ぼされ、那姫を除いて皆殺しにされた。

#### E.R.A兵器
多脚型戦車（たきゃくがたせんしゃ）
極東で使われている旧式の多脚型戦車。半永久駆動炉のE.R.A機関を動力として搭載している。大気中の粒子を凝固させた結晶粒子弾を、回転式連装砲塔から特殊化合炸薬の加速燃焼によって撃ち出す。6本ある多脚の先端にある噴出口から粒子を放出しつつ、軽やかな軌道で障害物を超えていく。さらに多脚を乱杭歯の長剣に変形させ、刃を高速回転させることで近接戦闘に切り替える。物質の結合限界を引き上げ硬度を増した結合強化装甲で包まれた車体には、疑似生体回路が張り巡らされている。弾倉には限りがあり、砲弾の再装填、再結晶化に時間がかかるのが欠点。
海戦仕様に換装したものも存在するが入手が難しく、極東では8台しか保有していない。これはE.R.A機関を用いたホバーで海上でも陸地と同じ機動性を発揮し、海中でも活動可能。
特殊化合炸薬弾
薬莢内部と雷管部分に使用された結晶化粒子を、加速器であるB.D.AやE.R.A機関に接続して加速燃焼を起こし、超圧縮をかけて弾丸を発射する代物。E.R.A機関の出力やB.D.Aの使用者の適合率によって撃ち出される速度と破壊力が違う為、高適合者が使えば巨軀種くらいなら容易く粉砕出来る破壊力が見込める。
特殊曳光炸薬弾
硝酸バリウムや硝酸ストロンチウムなどを用いた発光体を内蔵した弾丸。通常の曳光弾と飛距離以外は変わらないが、特殊化合炸薬の瞬時燃焼時に僅かながら発生する疑似架空光子により、架空粒子から構成される架空生命体に対する有効打となる。
スクリーム
鯨やイルカの誘導に使われていた音響兵器が元になったE.R.A兵器。特定の不快な周波数を海中に流すことで、海の獣を近づけさせない兵器。海底にこの周波数を流しておくと、よほど獰猛な獣でもない限り船は襲わなくなるので、都市国家の防備にも使われ、船上民族には命綱にも等しい機関として船底に付けられている。
環式戦艦（かんしきせんかん）
E.R.A機関搭載兵器の1種。旧式かつ小型ながらも高速機動、高出力、高火力と三拍子揃った大戦力。
対巨軀種用ライフル
中大連が保有する兵器。銃身長127cm、口径20mm、全長は190cm、弾速は秒速7000m。特殊化合炸薬を始め粒子結晶弾等の強化弾丸も装填可能。但し、総重量が50キロもある為、高適合者でなければ運用が難しい。
ドレイク
極東がアラビア海の海賊から購入した戦艦。ⅠからⅢまで存在する。
ブラマプトラ
シャンバラの高速戦艦。
機甲兵
中華大陸連邦の機甲師団“黄龍”に配備される機甲兵。全長3mの巨体は滑らかな流線形のフォルムでありながら堅強な装甲だと一目見て実感でき、踵の噴出孔から粒子を放出して突貫し、両手に仕込まれた超振動刀剣や、左腕の機関銃、胸部の散弾といった武装で攻撃する。ただし、精密な電子機器なので電磁パルス攻撃が天敵。

### その他
大和民族（やまとみんぞく）
かつて日本人と呼ばれていた民族。大崩壊時に日本国外にいた大和民族は、一度国籍を国外に移す代わりに、その子孫を外籍遺留民として何時でも受け入れるという制度がある。
船上民族（マーリアン）
都市遺跡を掘り返して、昔の技術や嗜好品を集めて売り捌く人のこと。骨董商（ジャンク屋）とも呼ばれ、幾つもの大型船を束ねながら船の上で暮らしている者もいる。B.D.Aを造る上で必要な結晶体を大量に輸出している為、貿易が停止すれば国家存亡の危機になる場合もある。海商協定を守る船は安全だが、一般的に海賊と呼ばれるものもおり、密輸船や盗掘は取り締り対象になる。
海抜0mにあったインドネシアの首都ジャカルタや、人口の60%以上が湾岸沿いに暮らしていたフィリピンでは、他国のシェルター都市に逃げ込むこともできず、総人口1万人まで落ち込み滅亡の危機にあったところへ、アラビア海の海賊が都市国家との間を取り持つことで印度洋海商協定を締結した。
アラビア海の大海賊
船上民族の最大勢力。世界で唯一、「海上移動要塞都市」を保有する非国家組織。海賊とは呼ばれているものの、船上民族を纏め上げて巨大なコミューンを作り、各国と交易を始めた偉人で、龍次郎や王も一目置くほどの大人物。
都市国家に比肩する国力を有した集団として、極東連合とも持ちつ持たれつの関係。誰も知らない何処かの土地に広大な農耕地帯を保有しており、300年前の貴重な品々と引き換えに都市国家に食料を引き渡している。

ウロボロス
環境制御塔を悪用して、300年前の〈大崩壊〉を引き起こしたとされる組織。“円環を司る3匹の蛇”の紋をシンボルとする。人類の撲滅を目的とする“世界の敵”であり、言葉巧みに環境制御塔の利権者から利権を取り上げ、利権を行使できる立場を乗っ取り、自分たちの勢力を伸ばした。その後も300年間、仇敵の子孫を滅ぼす機会を伺い続け、新生ローマ教会を通じてEU連合を焚き付けて、10年前には彼らが住む“アルカディア”を壊滅させている。

## 評価
第14回スニーカー大賞にて奨励賞を受賞した（受賞時のタイトルは「EQUATION ―イクヴェイジョン―」）。同賞で審査員を務めた安井健太郎、岩井恭平、THORES柴本は本作について以下のように評している。

## 既刊一覧
- 竜ノ湖太郎（著）・焦茶（イラスト） 『ミリオン・クラウン』 KADOKAWA〈角川スニーカー文庫〉、既刊5巻（2019年9月1日現在）
  1. 2017年10月1日初版発行（同日発売[37]）、ISBN 978-4-04-105962-3
  2. 2018年6月1日初版発行（同日発売[38]）、ISBN 978-4-04-105963-0
  3. 2018年12月1日初版発行（同日発売[39]）、ISBN 978-4-04-107680-4
  4. 2019年6月1日初版発行（同日発売[40]）、ISBN 978-4-04-107679-8
  5. 2019年9月1日初版発行（同日発売[41]）、ISBN 978-4-04-108729-9